# Clausilia
Clausilia is een geslacht van weekdieren uit de  familie van de Clausiliidae.

## Soorten
- Clausilia baudoni Michaud, 1862 †
- Clausilia bidentata (Strøm, 1765)
- Clausilia brembina Strobel, 1850
- Clausilia ceresolensis H. Nordsieck, 2013 †
- Clausilia corynodes Held, 1836
- Clausilia cruciata (S. Studer, 1820)
- Clausilia dehmi (H. Nordsieck, 2007) †
- Clausilia dubia Draparnaud, 1805
- Clausilia gracilis C. Pfeiffer, 1821
- Clausilia portisii Sacco, 1886 †
- Clausilia produbia H. Nordsieck, 1976 †
- Clausilia prostrobeli (H. Nordsieck, 2013) †
- Clausilia pumila (C. Pfeiffer, 1828)
- Clausilia rolfbrandti (Schlickum, 1969) †
- Clausilia rugicollis Rossmässler, 1836
- Clausilia rugosa (Draparnaud, 1801)
- Clausilia stranzendorfensis H. Nordsieck, 1990 †
- Clausilia strauchiana H. Nordsieck, 1972 †
- Clausilia strobeli Strobel, 1850
- Clausilia ventricova
- Clausilia whateliana Charpentier, 1850

### Taxon inquirendum
- Clausilia circinnata Heude, 1889
- Clausilia comminuta Heude, 1889
- Clausilia molonis De Gregorio, 1880 †
- Clausilia novigentiensis Deshayes, 1863 †
- Clausilia obliterata Hsü, 1936 †
- Clausilia picta L. Pfeiffer, 1849
- Clausilia pliocena S. V. Wood, 1874 †
- Clausilia ridicula Gredler, 1882
- Clausilia ruptiva Heude, 1889
- Clausilia scholastica Heude, 1889
- Clausilia thracica P. Fischer, 1866 †
- Clausilia tibetana Deshayes, 1870 => Hemiphaedusa tibetana (Deshayes, 1870)
- Clausilia vinacea Heude, 1882

### Nomen dubium
- Clausilia brevis K. Miller, 1907 †
- Clausilia peregrina Reuss in Reuss & Meyer, 1849 †

### Synoniemen
- Clausilia (Andraea) L. Pfeiffer, 1848 => Clausilia Draparnaud, 1805
- Clausilia (Andraea) dubia Draparnaud, 1805 => Clausilia dubia Draparnaud, 1805
- Clausilia (Clausilia) Draparnaud, 1805 => Clausilia Draparnaud, 1805
- Clausilia (Clausilia) bidentata (Strøm, 1765) => Clausilia bidentata (Strøm, 1765)
- Clausilia (Clausilia) ceresolensis H. Nordsieck, 2013 † => Clausilia ceresolensis H. Nordsieck, 2013 †
- Clausilia (Clausilia) cruciata (S. Studer, 1820) => Clausilia cruciata (S. Studer, 1820)
- Clausilia (Clausilia) pumila C. Pfeiffer, 1828 => Clausilia pumila (C. Pfeiffer, 1828)
- Clausilia (Clausilia) rugosa (Draparnaud, 1801) => Clausilia rugosa (Draparnaud, 1801)
- Clausilia (Clausilia) voesendorfensis (Papp & Thenius, 1954) † => Macrogastra voesendorfensis (Papp & Thenius, 1954) †
- Clausilia (Hemiphaedusa) O. Boettger, 1877 => Hemiphaedusa O. Boettger, 1877
- Clausilia (Hemiphaedusa) agna Pilsbry, 1902 => Hemizaptyx pinto (Pilsbry, 1901)
- Clausilia (Hemiphaedusa) aulacopoma Pilsbry, 1902 => Paganizaptyx stimpsoni subgibbera (O. Boettger, 1877)
- Clausilia (Hemiphaedusa) bagsana Schmacker & Boettger, 1891 => Zaptyx (Thaumatoptyx) bagsana (Schmacker & Boettger, 1891)
- Clausilia (Hemiphaedusa) basilissa O. Boettger & Schmacker, 1894 => Synprosphyma (Synprosphyma) basilissa (O. Boettger & Schmacker, 1894)
- Clausilia (Hemiphaedusa) bigeneris Pilsbry, 1902 => Zaptyx stimpsoni bigeneris (Pilsbry, 1902)
- Clausilia (Hemiphaedusa) bolovenica Möllendorff, 1898 => Hemiphaedusa bolovenica (Möllendorff, 1898)
- Clausilia (Hemiphaedusa) cavicola Gredler, 1888 => Synprosphyma (Synprosphyma) cavicola (Gredler, 1888)
- Clausilia (Hemiphaedusa) elamellata O. Boettger & Schmacker, 1894 => Serriphaedusa elamellata (Boettger & Schmacker, 1894)
- Clausilia (Hemiphaedusa) franciscana Möllendorff, 1885 => Synprosphyma (Synprosphyma) franciscana (Möllendorff, 1885)
- Clausilia (Hemiphaedusa) frater-minor Gredler, 1892 => Synprosphyma (Synprosphyma) fraterminor (Gredler, 1892)
- Clausilia (Hemiphaedusa) gastroptychia Möllendorff, 1885 => Oospira (Oospira) gastroptychia (Möllendorff, 1885)
- Clausilia (Hemiphaedusa) harimensis Pilsbry, 1900 => Zaptyx stimpsoni harimensis (Pilsbry, 1900)
- Clausilia (Hemiphaedusa) hokkaidoensis Pilsbry, 1900 => Megalophaedusa (Mundiphaedusa) micropeas hokkaidoensis (Pilsbry, 1900)
- Clausilia (Hemiphaedusa) hupecola Gredler, 1888 => Bathyptychia (Bathyptychia) hupecola (Gredler, 1888)
- Clausilia (Hemiphaedusa) imperatrix O. Boettger & Schmacker, 1894 => Synprosphyma (Synprosphyma) imperatrix (Boettger & Schmacker, 1894)
- Clausilia (Hemiphaedusa) lyra Gredler, 1887 => Synprosphyma (Synprosphyma) lyra (Gredler, 1887)
- Clausilia (Hemiphaedusa) myersi Schmacker & Boettger, 1891 => Zaptyx (Taiwanphaedusa) myersi (Schmacker & Boettger, 1891)
- Clausilia (Hemiphaedusa) odontochila Schmacker & O. Boettger, 1891 => Hemiphaedusa odontochila (Schmacker & O. Boettger, 1891)
- Clausilia (Hemiphaedusa) perignobilis Pilsbry, 1901 => Paganizaptyx stimpsoni subgibbera (O. Boettger, 1877)
- Clausilia (Hemiphaedusa) protrita Gredler, 1887 => Margaritiphaedusa protrita (Gredler, 1887)
- Clausilia (Hemiphaedusa) ringens O. Boettger & Schmacker, 1890 => Hemiphaedusa (Hemiphaedusoides) ringens (O. Boettger & Schmacker, 1890)
- Clausilia (Hemiphaedusa) thaleroptyx Möllendorff, 1882 => Hemiphaedusa (Hemiphaedusoides) thaleroptyx (Möllendorff, 1882)
- Clausilia (Hemiphaedusa) uraniscoptyx Schmacker & Böttger, 1891 => Zaptyx (Thaumatoptyx) uraniscoptyx (Schmacker & Böttger, 1891)
- Clausilia (Lombardiella) H. Nordsieck, 2013 => ClausiliaDraparnaud, 1805
- Clausilia (Lombardiella) prostrobeli (H. Nordsieck, 2013) † => Clausilia prostrobeli (H. Nordsieck, 2013) †
- Clausilia (Lombardiella) strobeli Strobel, 1850 => Clausilia strobeli Strobel, 1850
- Clausilia (Neostyriaca) A.J. Wagner, 1920 => Clausilia Draparnaud, 1805
- Clausilia (Neostyriaca) corynodes Held, 1836 => Clausilia corynodes Held, 1836
- Clausilia (Neostyriaca) dehmi (H. Nordsieck, 2007) † => Clausilia dehmi (H. Nordsieck, 2007) †
- Clausilia (Neostyriaca) A. J. Wagner, 1920 => Clausilia Draparnaud, 1805
- Clausilia (Strobeliella) H. Nordsieck, 1977 => Clausilia Draparnaud, 1805
- Clausilia (Strobeliella) brembina Strobel, 1850 => Clausilia brembina Strobel, 1850
- Clausilia (Strobeliella) whateliana Charpentier, 1850 => Clausilia whateliana Charpentier, 1850
- Clausilia (Acrophaedusa) O. Boettger, 1877 => Acrophaedusa O. Boettger, 1877
- Clausilia (Acrophaedusa) fruhstorferi Möllendorff, 1897 => Oospira (Oospira) fruhstorferi (Möllendorff, 1897)
- Clausilia (Acrophaedusa) nubigena Möllendorff, 1897 => Oospira (Oospira) nubigena (Möllendorff, 1897)
- Clausilia (Acrophaedusa) schepmani Möllendorff, 1897 => Oospira (Oospira) schepmani (Möllendorff, 1897)
- Clausilia (Acrotoma) O. Boettger, 1881 => Acrotoma O. Boettger, 1881
- Clausilia (Acrotoma) komarowi O. Boettger, 1881 => Acrotoma komarowi (O. Boettger, 1881)
- Clausilia (Acrotoma) laccata O. Boettger, 1881 => Acrotoma laccata (O. Boettger, 1881)
- Clausilia (Acrotoma) marcellana Oppenheim, 1890 † => Disjunctaria (Euclausta) marcellana (Oppenheim, 1890) †
- Clausilia (Acrotoma) narzanensis Rosen, 1901 => Acrotoma narzanensis (Rosen, 1901)
- Clausilia (Acrotoma) semicincta O. Boettger, 1881 => Acrotoma semicincta (O. Boettger, 1881)
- Clausilia (Agathylla) H. Adams & A. Adams, 1855 => Agathylla H. Adams & A. Adams, 1855
- Clausilia (Agathylla) bernayi Cossmann, 1889 † => Laminifera bernayi (Cossmann, 1889) †
- Clausilia (Agathylla) sulcosa J. A. Wagner, 1829 => Agathylla (Agathylla) sulcosa (J. A. Wagner, 1829)
- Clausilia (Alinda) H. Adams & A. Adams, 1855 => Alinda H. Adams & A. Adams, 1855
- Clausilia (Alopia) H. Adams & A. Adams, 1855 => Alopia H. Adams & A. Adams, 1855
- Clausilia (Armenica) O. Boettger, 1877 => Armenica O. Boettger, 1877
- Clausilia (Balea) Gray, 1824 => Balea Gray, 1824
- Clausilia (Balea) taylori L. Pfeiffer, 1861 => Berendtia taylori
- Clausilia (Canalicia) O. Boettger, 1863 † => Canalicia O. Boettger, 1863 †
- Clausilia (Canalicia) attracta O. Boettger, 1870 † => Canalicia attracta (O. Boettger, 1870) †
- Clausilia (Canalicia) filifera Klika, 1891 † => Canalicia filifera (Klika, 1891) †
- Clausilia (Canalicia) gonyptyx O. Boettger, 1877 † => Pseudidyla gonyptyx (O. Boettger, 1877) †
- Clausilia (Canalicia) protracta O. Boettger, 1863 † => Canalicia articulata (Sandberger, 1862) †
- Clausilia (Canalicia) wetzleri O. Boettger, 1877 † => Canalicia wetzleri (O. Boettger, 1877) †
- Clausilia (Charpentieria) Stabile, 1864 => Charpentieria Stabile, 1864
- Clausilia (Charpentieria) gobanzi Penecke, 1891 † => Cochlodina (Miophaedusa) reinensis Harzhauser & Neubauer in Harzhauser et al., 2014 †
- Clausilia (Cochlodina) A. Férussac, 1821 => Cochlodina A. Férussac, 1821
- Clausilia (Cochlodina) crispa R. T. Lowe, 1831 => Boettgeria crispa (R. T. Lowe, 1831)
- Clausilia (Cochlodina) deltostoma R. T. Lowe, 1831 => Boettgeria deltostoma deltostoma (R. T. Lowe, 1831)
- Clausilia (Cochlodina) exigua R. T. Lowe, 1831 => Boettgeria crispa (R. T. Lowe, 1831)
- Clausilia (Cochlodina) lerosiensis L. Pfeiffer, 1841 => Albinaria lerosiensis (L. Pfeiffer, 1841)
- Clausilia (Cochlodina) naevosa L. Pfeiffer, 1841 => Albinaria schuchii liebetruti (Charpentier, 1852)
- Clausilia (Constricta) O. Boettger, 1877 † => Constricta O. Boettger, 1877 †
- Clausilia (Constricta) collarifera O. Boettger, 1877 † => Constricta collarifera (O. Boettger, 1877) †
- Clausilia (Constricta) kochi O. Boettger, 1877 † => Constricta kochi (O. Boettger, 1877) †
- Clausilia (Constricta) ulicnyi Klika, 1891 † => Constricta ulicnyi (Klika, 1891) †
- Clausilia (Cossmannia) Babor, 1897 † => Baboria Cossmann, 1898 †
- Clausilia (Cossmannia) slaviki Babor, 1897 † => Baboria slaviki (Babor, 1897) †
- Clausilia (Cristataria) Vest, 1867 => Cristataria Vest, 1867
- Clausilia (Delima) W. Hartmann, 1842 => Delima W. Hartmann, 1842
- Clausilia (Delima) blaui Möllendorff, 1873 => Delima semirugata blaui (Möllendorff, 1873)
- Clausilia (Delima) crenulata Rossmässler, 1836 => Delima amoena (L. Pfeiffer, 1848)
- Clausilia (Delima) decipiens Rossmässler, 1835 => Delima latilabris (J. A. Wagner, 1829)
- Clausilia (Delima) pachychila Westerlund, 1878 => Delima (Delima) latilabris pachychila (Westerlund, 1878)
- Clausilia (Delima) umbilicata (O. Boettger, 1879) => Montenegrina cattaroensis umbilicata (O. Boettger, 1879)
- Clausilia (Dilataria) Vest, 1867 => Dilataria Vest, 1867
- Clausilia (Dilataria) perforata O. Boettger, 1877 † => Cochlodina (Miophaedusa) perforata (O. Boettger, 1877) †
- Clausilia (Disjunctaria) O. Boettger, 1877 † => Disjunctaria O. Boettger, 1877 †
- Clausilia (Disjunctaria) exarata Oppenheim, 1890 † => Disjunctaria oligogyra (O. Boettger, 1877) †
- Clausilia (Disjunctaria) lapillorum Oppenheim, 1895 † => Disjunctaria lapillorum (Oppenheim, 1895) †
- Clausilia (Disjunctaria) meneguzzoi Oppenheim, 1895 † => Disjunctaria indifferens (F. Sandberger, 1870) †
- Clausilia (Disjunctaria) oligogyra O. Boettger, 1877 † => Disjunctaria oligogyra (O. Boettger, 1877) †
- Clausilia (Elia) H. Adams & A. Adams, 1855 => Elia H. Adams & A. Adams, 1855
- Clausilia (Emarginaria) O. Boettger, 1877 † => Emarginaria O. Boettger, 1877 †
- Clausilia (Emarginaria) exsecrata Oppenheim, 1890 † => Disjunctaria exsecrata (Oppenheim, 1890) †
- Clausilia (Emarginaria) schaefferiana O. Boettger, 1877 † => Emarginaria schaefferiana (O. Boettger, 1877) †
- Clausilia (Eualopia) O. Boettger, 1877 † => Eualopia O. Boettger, 1877 †
- Clausilia (Eualopia) kinkelini O. Boettger, 1885 † => Eualopia kinkelini (O. Boettger, 1885) †
- Clausilia (Eualopia) plionecton O. Boettger, 1877 † => Eualopia bulimoides (A. Braun, 1843) †
- Clausilia (Euclausta) Oppenheim, 1890 † => Disjunctaria (Euclausta) Oppenheim, 1890 †
- Clausilia (Euclausta) cinerum Oppenheim, 1895 † => Disjunctaria cinerum (Oppenheim, 1895) †
- Clausilia (Euclausta) nerinea Oppenheim, 1890 † => Disjunctaria (Euclausta) nerinea (Oppenheim, 1890) †
- Clausilia (Euphaedusa) O. Boettger, 1877 => Euphaedusa O. Boettger, 1877
- Clausilia (Euphaedusa) eumegetha Schmacker & Boettger, 1891 => Tauphaedusa eumegetha (Schmacker & Boettger, 1891)
- Clausilia (Euphaedusa) microthyra Schmacker & O. Boettger, 1895 => Euphaedusa microthyra (Schmacker & O. Boettger, 1895)
- Clausilia (Euphaedusa) mucronata Möllendorff, 1882 => Euphaedusa mucronifera H. Nordsieck, 1998
- Clausilia (Euphaedusa) oncauchen Möllendorff, 1900 => Paganizaptyx stimpsoni stimpsoni (A. Adams, 1868)
- Clausilia (Euphaedusa) porphyrea Möllendorff, 1882 => Euphaedusa porphyrea (Möllendorff, 1882)
- Clausilia (Euphaedusa) simiola Gredler, 1883 => Euphaedusa (Euphaedusa) simiola (Gredler, 1883)
- Clausilia (Euphaedusa) stoetzneri Pilsbry, 1919 => Euphaedusa stoetzneri (Pilsbry, 1919)
- Clausilia (Eutriptychia) O. Boettger, 1877 † => Triptychia Sandberger, 1875 †
- Clausilia (Euxina) O. Boettger, 1877 => Euxina O. Boettger, 1877
- Clausilia (Euxina) lasistana Lindholm, 1913 => Roseniella difficilis (Retowski, 1889)
- Clausilia (Euxina) paulhessei Lindholm, 1925 => Euxina persica paulhessei (Lindholm, 1925)
- Clausilia (Euxina) pumiliformis O. Boettger, 1881 => Quadriplicata pumiliformis (O. Boettger, 1881)
- Clausilia (Euxina) reuleauxi O. Boettger, 1887 => Strigileuxina reuleauxi (O. Boettger, 1887)
- Clausilia (Formosana) O. Boettger, 1877 => Oospira (Formosana) O. Boettger, 1877
- Clausilia (Formosana) kiangshiensis Gredler, 1892 => Formosana kiangshiensis (Gredler, 1892)
- Clausilia (Garnieria) Bourguignat, 1877 => Garnieria Bourguignat, 1877
- Clausilia (Garnieria) fuchsi Gredler, 1883 => Grandinenia fuchsi (Gredler, 1883)
- Clausilia (Garnieria) rugifera Möllendorff, 1898 => Grandinenia rugifera (Möllendorff, 1898)
- Clausilia (Garnieria) schomburgiana Schmacker & O. Boettger, 1890 => Grandinenia schomburgi (Schmacker & O. Boettger, 1890)
- Clausilia (Hemizaptyx) Pilsbry, 1905 => Zaptyx (Hemizaptyx) Pilsbry, 1905
- Clausilia (Hemizaptyx) purissima Pilsbry, 1905 => Zaptyx (Hemizaptyx) purissima (Pilsbry, 1905)
- Clausilia (Herilla) H. Adams & A. Adams, 1855 => Herilla H. Adams & A. Adams, 1855
- Clausilia (Herilla) ziegleri Küster, 1845 => Herilla ziegleri (Küster, 1845)
- Clausilia (Heterozaptyx) Pilsbry, 1906 => Heterozaptyx Pilsbry, 1906
- Clausilia (Heterozaptyx) diacoptyx Pilsbry, 1908 => Zaptyx (Thaumatoptyx) diacoptyx (Pilsbry, 1908)
- Clausilia (Heterozaptyx) dolichoptyx Pilsbry, 1908 => Zaptyx (Zaptyx) dolichoptyx (Pilsbry, 1908)
- Clausilia (Heterozaptyx) longiplicata Pilsbry, 1908 => Zaptyx (Pulchraptyx) longiplicata (Pilsbry, 1908)
- Clausilia (Heterozaptyx) oxypomatica Pilsbry, 1908 => Zaptyx oxypomatica (Pilsbry, 1908)
- Clausilia (Hollabrunnella) H. Nordsieck, 2007 † => Hollabrunnella H. Nordsieck, 2007 †
- Clausilia (Idyla) H. Adams & A. Adams, 1855 => Idyla H. Adams & A. Adams, 1855
- Clausilia (Idyla) rebeli Sturany, 1897 => Mentissella rebeli (Sturany, 1897)
- Clausilia (Isabellaria) Vest, 1867 => Isabellaria Vest, 1867
- Clausilia (Laciniaria) Hartmann, 1842 => Laciniaria W. Hartmann, 1842
- Clausilia (Laciniaria) exilis H. Adams, 1866 => Hemiphaedusa exilis (H. Adams, 1866)
- Clausilia (Laminifera) O. Boettger, 1863 => Laminifera O. Boettger, 1863 †
- Clausilia (Laminifera) abnormis O. Boettger, 1863 † => Laminifera rhombostoma (O. Boettger, 1863) †
- Clausilia (Laminifera) didymodus O. Boettger, 1863 † => Laminifera didymodus (O. Boettger, 1863) †
- Clausilia (Laminifera) fischeri O. Boettger, 1904 † => Laminifera mattiaca Wenz in Fischer & Wenz, 1914 †
- Clausilia (Laminifera) flexidens O. Boettger, 1875 † => Laminifera flexidens (O. Boettger, 1875) †
- Clausilia (Laminifera) mira Slavík, 1869 † => Laminifera mira (Slavík, 1869) †
- Clausilia (Laminifera) neniaeformis O. Boettger, 1874 † => Laminifera neniaeformis (O. Boettger, 1874) †
- Clausilia (Laminifera) rhombostoma O. Boettger, 1863 † => Laminifera rhombostoma (O. Boettger, 1863) †
- Clausilia (Laminifera) villafranchiana Sacco, 1886 † => Laminiplica villafranchiana (Sacco, 1886) †
- Clausilia (Luchuphaedusa) Pilsbry, 1901 => Stereophaedusa (Luchuphaedusa) Pilsbry, 1901
- Clausilia (Luchuphaedusa) inclyta Pilsbry, 1908 => Stereophaedusa (Luchuphaedusa) inclyta (Pilsbry, 1908)
- Clausilia (Luchuphaedusa) koniyaensis Pilsbry, 1908 => Stereophaedusa (Oophaedusa) mima (Pilsbry, 1901)
- Clausilia (Macrophaedusa) Möllendorff, 1883 => Macrophaedusa Möllendorff, 1883
- Clausilia (Macrophaedusa) gigas Möllendorff, 1885 => Formosana gigas (Möllendorff, 1885)
- Clausilia (Medora) H. Adams & A. Adams, 1855 => Medora H. Adams & A. Adams, 1855
- Clausilia (Medora) agnata L. Pfeiffer, 1842 => Medora agnata agnata (L. Pfeiffer, 1842)
- Clausilia (Medora) kutschigi Küster, 1847 => Medora contracta contracta (Rossmässler, 1842)
- Clausilia (Medora) matulici Sturany, 1901 => Medora dalmatina matulici (Sturany, 1901)
- Clausilia (Megalophaedusa) O. Boettger, 1877 => Megalophaedusa O. Boettger, 1877
- Clausilia (Megalophaedusa) ducalis Kobelt, 1876 => Megalophaedusa ducalis (Kobelt, 1876)
- Clausilia (Megalophaedusa) martensi Martens, 1860 => Megalophaedusa (Megalophaedusa) martensi (Martens, 1860)
- Clausilia (Mentissa) H. Adams & A. Adams, 1855 => Mentissa H. Adams & A. Adams, 1855
- Clausilia (Micropontica) O. Boettger, 1881 => Micropontica O. Boettger, 1881
- Clausilia (Nenia) H. Adams & A. Adams, 1855 => Nenia H. Adams & A. Adams, 1855
- Clausilia (Nesiophaedusa) Pilsbry, 1905 => Stereophaedusa (Luchuphaedusa) Pilsbry, 1901
- Clausilia (Oligoptychia) O. Boettger, 1877 => Idyla H. Adams & A. Adams, 1855
- Clausilia (Oligoptychia) gracillima Retowski, 1889 => Armenica gracillima (Retowski, 1889)
- Clausilia (Oligozaptyx) Pilsbry, 1905 => Oligozaptyx Pilsbry, 1905
- Clausilia (Oligozaptyx) hedleyi (Pilsbry, 1905) => Oligozaptyx hedleyi (Pilsbry, 1905)
- Clausilia (Oophaedusa) Pilsbry, 1905 => Stereophaedusa (Oophaedusa) Pilsbry, 1905
- Clausilia (Oospira) W. T. Blanford, 1872 => Oospira W.T. Blanford, 1872
- Clausilia (Oospira) pugniellensis Oppenheim, 1890 † => Disjunctaria pugniellensis (Oppenheim, 1890) †
- Clausilia (Phaedusa) H. Adams & A. Adams, 1855 => Phaedusa H. Adams & A. Adams, 1855
- Clausilia (Phaedusa) massiei Morlet, 1892 (taxon inquirendum)
- Clausilia (Phaedusa) anceyi O. Boettger, 1882 => Euphaedusa (Euphaedusa) anceyi (O. Boettger, 1882)
- Clausilia (Phaedusa) belemnites O. Boettger & Schmacker, 1894 => Euphaedusa (Euphaedusa) belemnitesBoettger & Schmacker, 1894)
- Clausilia (Phaedusa) broderseni O. Boettger & Schmacker, 1894 => Tauphaedusa broderseni (O. Boettger & Schmacker, 1894)
- Clausilia (Phaedusa) faberi O. Boettger & Schmacker, 1894 => Euphaedusa (Telophaedusa) faberi (Boettger & Schmacker, 1894)
- Clausilia (Phaedusa) filicostata Stoliczka, 1873 => Phaedusa filicostata (Stoliczka, 1873)
- Clausilia (Phaedusa) formosensis H. Adams, 1866 => Oospira formosensis (H. Adams, 1866)
- Clausilia (Phaedusa) gouldi A. Adams, 1868 => Stereophaedusa (Breviphaedusa) gouldi (A. Adams, 1868)
- Clausilia (Phaedusa) hilberi O. Boettger, 1884 => Phaedusa (Metaphaedusa) hilberi (O. Boettger, 1884)
- Clausilia (Phaedusa) inexpleta Oppenheim, 1890 † => Disjunctaria inexpleta (Oppenheim, 1890) †
- Clausilia (Phaedusa) lea Gredler, 1892 => Euphaedusa (Telophaedusa) lea (Gredler, 1892)
- Clausilia (Phaedusa) loczyi O. Boettger, 1884 => Euphaedusa (Euphaedusa) loczyi (O. Boettger, 1884)
- Clausilia (Phaedusa) mazzinorum Oppenheim, 1895 † => Disjunctaria discinata (De Gregorio, 1892) †
- Clausilia (Phaedusa) pacifica Gredler, 1884 => Formosana pacifica (Gredler, 1884)
- Clausilia (Phaedusa) paradoxa Gredler, 1883=> Fuchsiana paradoxa (Gredler, 1883)
- Clausilia (Phaedusa) parietaria Schmacker & O. Boettger, 1890 => Euphaedusa (Euphaedusa) parietaria (Schmacker & Boettger, 1890)
- Clausilia (Phaedusa) penangensis Stoliczka, 1873 => Oospira penangensis (Stoliczka, 1873)
- Clausilia (Phaedusa) pinguis A. Adams, 1868 => Megalophaedusa (Pinguiphaedusa) pinguis (A. Adams, 1868)
- Clausilia (Phaedusa) plicilabris A. Adams, 1868 => Megalophaedusa (Tyrannophaedusa) plicilabris (A. Adams, 1868)
- Clausilia (Phaedusa) praecelsa Gredler, 1884 => Euphaedusa (Telophaedusa) praecelsa (Gredler, 1884)
- Clausilia (Phaedusa) proba A. Adams, 1868 a=> Megalophaedusa (Ventriphaedusa) proba (A. Adams, 1868)
- Clausilia (Phaedusa) satyrus Oppenheim, 1895 † => Disjunctaria satyrus (Oppenheim, 1895) †
- Clausilia (Phaedusa) semprinii Gredler, 1884 => Formosana semprinii (Gredler, 1884)
- Clausilia (Phaedusa) silenus Oppenheim, 1890 † => Disjunctaria silenus (Oppenheim, 1890) †
- Clausilia (Phaedusa) spreta A. Adams, 1868 => Phaedusa spreta (A. Adams, 1868)
- Clausilia (Phaedusa) stenospira A. Adams, 1868 => Megalophaedusa (Vitriphaedusa) stenospira (A. Adams, 1868)
- Clausilia (Phaedusa) stimpsoni A. Adams, 1868 => Zaptyx stimpsoni (A. Adams, 1868)
- Clausilia (Phaedusa) sumatrana E. Martens, 1864 => Oospira (Oospira) sumatrana (E. Martens, 1864)
- Clausilia (Phaedusa) tetsui O. Boettger & Schmacker, 1894=> Euphaedusa (Telophaedusa) tetsui (Boettger & Schmacker, 1894)
- Clausilia (Pirostoma) Moellendorff, 1873 => Macrogastra (Pyrostoma) Vest, 1867
- Clausilia (Pirostoma) lineolata Held, 1836 => Macrogastra (Pyrostoma) attenuata lineolata (Held, 1836)
- Clausilia (Pirostoma) portisii Sacco, 1886 † => Clausilia portisii Sacco, 1886 †
- Clausilia (Pliodiptychia) H. Nordsieck, 1978 † => Pliodiptychia H. Nordsieck, 1978 †
- Clausilia (Plioptychia) O. Boettger, 1877 † => Triptychia Sandberger, 1875 †
- Clausilia (Polloneria) Sacco, 1886 † => Polloneria Sacco, 1886 †
- Clausilia (Polloneria) pliocenica Sacco, 1886 † => Polloneria pliocenica (Sacclo, 1886) †
- Clausilia (Pseudalinda) O. Boettger, 1877 => Alinda (Pseudalinda) O. Boettger, 1877
- Clausilia (Pseudalinda) wagneri A.J. Wagner in Wohlberedt, 1911 => Alinda (Alinda) wagneri wagneri (A. J. Wagner, 1911)
- Clausilia (Pseudidyla) O. Boettger, 1877 => Pseudidyla O. Boettger, 1877
- Clausilia (Pseudidyla) moersingensis O. Boettger, 1877 † => Pseudidyla moersingensis (O. Boettger, 1877) †
- Clausilia (Pseudidyla) polyptyx O. Boettger, 1877 † => Pseudidyla polyptyx (O. Boettger, 1877) †
- Clausilia (Pseudidyla) standfesti Penecke, 1891 † => Pseudidyla standfesti (Penecke, 1891) †
- Clausilia (Pseudidyla) undatistria O. Boettger, 1877 † => Pseudidyla undatistria (O. Boettger, 1877) †
- Clausilia (Pseudonenia) O. Boettger, 1877 => Pseudonenia O. Boettger, 1877
- Clausilia (Pseudonenia) breviplica Möllendorff, 1886 => Bathyptychia (Brachyptychia) breviplica (Möllendorff, 1886)
- Clausilia (Pseudonenia) coccygea Gredler, 1888 => Phaedusa (Phaedusa) coccygea (Gredler, 1888)
- Clausilia (Pseudonenia) dorri Bavay & Dautzenberg, 1899 => Tropidauchenia dorri (Bavay & Dautzenberg, 1899)
- Clausilia (Pseudonenia) hainanensis Möllendorff, 1884 => Phaedusa (Phaedusa) hainanensis (Möllendorff, 1884)
- Clausilia (Pseudonenia) kelantanense Sykes, 1902 => Phaedusa kelantanensis (Sykes, 1902)
- Clausilia (Pseudonenia) messageri Bavay & Dautzenberg, 1899 => Tropidauchenia messageri (Bavay & Dautzenberg, 1899)
- Clausilia (Pseudonenia) pallidocincta Möllendorff, 1886 => Phaedusa (Metaphaedusa) pallidocincta (Möllendorff, 1886)
- Clausilia (Pseudonenia) pseudobensoni Schmacker & O. Boettger, 1894 => Phaedusa (Metaphaedusa) pseudobensoni (Schmacker & Boettger, 1894)
- Clausilia (Selenoptyx) Pilsbry, 1908 => Zaptyx (Selenoptyx) Pilsbry, 1908
- Clausilia (Selenoptyx) inversiluna Pilsbry, 1908 => Zaptyx (Selenoptyx) inversiluna (Pilsbry, 1908)
- Clausilia (Selenoptyx) noviluna Pilsbry, 1908 => Zaptyx (Selenoptyx) noviluna (Pilsbry, 1908)
- Clausilia (Serrulina) Mousson, 1873 => Serrulina Mousson, 1873
- Clausilia (Serrulina) clessini O. Boettger, 1877 † => Serrulella clessini (O. Boettger, 1877) †
- Clausilia (Serrulina) klikai Babor, 1897 † => Canalicia klikai (Babor, 1897) †
- Clausilia (Serrulina) ptycholarynx O. Boettger, 1877 † => Serrulastra (Serruplica) ptycholarynx (O. Boettger, 1877) †
- Clausilia (Serrulina) schwageri O. Boettger, 1877 † => Serrulella schwageri (O. Boettger, 1877) †
- Clausilia (Serrulina) serrulata L. Pfeiffer, 1847 => Serrulina serrulata (L. Pfeiffer, 1847)
- Clausilia (Stereophaedusa) O. Boettger, 1877 => Stereophaedusa O. Boettger, 1877
- Clausilia (Stereophaedusa) ponsonbyi O. Boettger, 1883 => Tauphaedusa ponsonbyi (O. Boettger, 1883)
- Clausilia (Stereozaptyx) Pilsbry, 1905 => Stereozaptyx Pilsbry, 1905
- Clausilia (Stereozaptyx) exulans Pilsbry, 1908 => Zaptyx (Stereozaptyx) exulans (Pilsbry, 1908)
- Clausilia (Strigillaria) Vest, 1867 => Strigillaria Vest, 1867
- Clausilia (Strigillaria) cana Held, 1836 => Strigillaria (Strigillaria) cana cana (Held, 1836)
- Clausilia (Strigillaria) vetusta (Rossmässler, 1836) => Strigillaria vetusta vetusta (Rossmässler, 1836)
- Clausilia (Strobilus) Anton, 1838 => Strobilus Anton, 1838
- Clausilia (Strobilus) bilamellata Anton, 1838 => Tornatellina bilamellata (Anton, 1838)
- Clausilia (Strobilus) oblongus Anton, 1838 => Tornatellides oblongus (Anton, 1838)
- Clausilia (Strobilus) turritus Anton, 1838 => Strobilus turritus (Anton, 1838)
- Clausilia (Thalestris) Lindholm, 1913 => Roseniella Thiele, 1931
- Clausilia (Thaumatoptyx) Pilsbry, 1908 => Zaptyx (Thaumatoptyx) Pilsbry, 1908
- Clausilia (Thaumatoptyx) bivincta Pilsbry, 1908 => Zaptyx (Thaumatoptyx) bivincta (Pilsbry, 1908)
- Clausilia (Triptychia) Sandberger, 1875 † => Triptychia Sandberger, 1875 †
- Clausilia (Triptychia) bacillifera Sandberger, 1875 † => Triptychia bacillifera (Sandberger, 1875) †
- Clausilia (Triptychia) hassiaca O. Boettger, 1877 † => Triptychia hassiaca (O. Boettger, 1877) †
- Clausilia (Triptychia) leobersdorfensis Troll, 1907 † => Triptychia leobersdorfensis (Troll, 1907) †
- Clausilia (Triptychia) molassica O. Boettger, 1877 † => Triptychia molassica (O. Boettger, 1877) †
- Clausilia (Triptychia) obliquiplicata Sandberger, 1875 † => Triptychia obliquiplicata (Sandberger, 1875) †
- Clausilia (Triptychia) pachecoi Thomas Doménech, 1954 † => Triptychia pachecoi (Thomas Doménech, 1954) †
- Clausilia (Triptychia) recticosta O. Boettger, 1877 † => Triptychia recticosta (O. Boettger, 1877) †
- Clausilia (Triptychia) ulmensis Sandberger, 1875 † => Triptychia ulmensis (Sandberger, 1875) †
- Clausilia (Zaptyx) Pilsbry, 1900 => Zaptyx Pilsbry, 1900
- Clausilia (Zaptyx) hyperoptyx Pilsbry, 1900 => Zaptyx (Zaptyx) hyperoptyx (Pilsbry, 1900)
- Clausilia abrupta Küster, 1845 => Agathylla abrupta (Küster, 1845)
- Clausilia acanthula Heude, 1885 => Euphaedusa (Euphaedusa) loczyi acanthula (Heude, 1885)
- Clausilia aciculata Bavay & Dautzenberg, 1909 => Lindholmiella aciculata (Bavay & Dautzenberg, 1909)
- Clausilia acridula Rossmässler, 1836 => Mentissa canalifera (Rossmässler, 1836)
- Clausilia acrostoma Bavay & Dautzenberg, 1909 => Hemiphaedusa (Hemiphaedusa) acrostoma (Bavay & Dautzenberg, 1909)
- Clausilia aculus Benson, 1842 => Euphaedusa (Euphaedusa) aculus (Benson, 1842)
- Clausilia adamsiana L. Pfeiffer, 1861 => Columbinia (Columbinia) adamsiana (L. Pfeiffer, 1861))
- Clausilia adaucta Gredler, 1889 => Euphaedusa adaucta (Gredler, 1889)
- Clausilia adjacensis Shuttleworth, 1843 => Cochlodina meisneriana adjaciensis (Shuttleworth, 1843)
- Clausilia adspirationis L. Pfeiffer, 1868 => Medora lesinensis lesinensis (Küster, 1847)
- Clausilia agnata L. Pfeiffer, 1842 => Medora agnata agnata (L. Pfeiffer, 1842)
- Clausilia agnella Charpentier, 1852 => Delima bilabiata biasolettiana (Charpentier, 1852)
- Clausilia albersi Charpentier, 1852 => Cristataria albersi (Charpentier, 1852)
- Clausilia albescens Rossmässler, 1836 => Medora agnata (L. Pfeiffer, 1842)
- Clausilia albescens Menke, 1830 => Medora macascarensis albescens (Menke, 1830)
- Clausilia albida L. Pfeiffer, 1846 => Delima semirugata (Rossmässler, 1836)
- Clausilia albocincta L. Pfeiffer, 1841 => Delima albocincta (L. Pfeiffer, 1841)
- Clausilia albolabris L. Pfeiffer, 1848 => Delima bilabiata crassilabris (Rossmässler, 1836)
- Clausilia almissana Küster, 1847 => Medora almissana almissana (Küster, 1847)
- Clausilia altecostata L. Pfeiffer, 1866 => Albinaria caerulea altecostata (L. Pfeiffer, 1866)
- Clausilia amoena L. Pfeiffer, 1848 => Delima amoena (L. Pfeiffer, 1848)
- Clausilia amphiodon Reuss, 1861 † => Serrulastra amphiodon (Reuss, 1861) †
- Clausilia angistoma Küster, 1876 => Delima latilabris (J. A. Wagner, 1829)
- Clausilia angistoma Rossmässler, 1835 => Agathylla exarata (Rossmässler, 1835)
- Clausilia anguina L. Pfeiffer, 1866 => Charpentieria stigmatica sturmii (L. Pfeiffer, 1848)
- Clausilia angulata A. Schmidt, 1868 => Boettgeria lowei (Albers, 1852)
- Clausilia angustella L. Pfeiffer, 1866 => Agathylla goldi (Walderdorff, 1864)
- Clausilia angusticollis Küster, 1876 => Delima latilabris angusticollis (Küster, 1876)
- Clausilia antilopina Heude, 1885 => Formosana antilopina (Heude, 1885)
- Clausilia antiqua Zieten, 1832 † => Triptychia antiqua (Zieten, 1832) †
- Clausilia antiquior K. Miller, 1907 † => Triptychia antiquior (K. Miller, 1907) †
- Clausilia aperta Küster, 1861 => Isabellaria saxicola aperta (Küster, 1861)
- Clausilia aplostoma Heude, 1885 => Bathyptychia (Bathyptychia) aplostoma (Heude, 1885)
- Clausilia approximans A. Schmidt, 1856 => Fusulus approximans (A. Schmidt, 1856)
- Clausilia aprivora Heude, 1886 => Synprosphyma (Synprosphyma) franciscana (Möllendorff, 1885)
- Clausilia aquila L. Pfeiffer, 1846 => Medora dalmatina aquila (L. Pfeiffer, 1846)
- Clausilia arcadica L. Pfeiffer, 1868 => Albinaria arcadica (L. Pfeiffer, 1868)
- Clausilia ardouiniana Heude, 1885 => Grandinenia ardouiniana (Heude, 1885)
- Clausilia armata Küster, 1844 => Medora armata (Küster, 1844)
- Clausilia articulata Sandberger, 1862 † => Canalicia articulata (Sandberger, 1862) †
- Clausilia artifina Heude, 1885 => Formosana artifina (Heude, 1885)
- Clausilia attenuata Rossmässler, 1835 => Macrogastra attenuata (Rossmässler, 1835)
- Clausilia auregani Bavay & Dautzenberg, 1904 => Liparophaedusa auregani (Bavay & Dautzenberg, 1904)
- Clausilia auricoma Bavay & Dautzenberg, 1899 => Hemiphaedusa auricoma (Bavay & Dautzenberg, 1899)
- Clausilia avia Charpentier, 1852 => Albinaria avia (Charpentier, 1852)
- Clausilia babeensis Bavay & Dautzenberg, 1899 => Hemiphaedusa babeensis (Bavay & Dautzenberg, 1899)
- Clausilia backanensis Bavay & Dautzenberg, 1899 => Phaedusa lypra (Mabille, 1887)
- Clausilia bajula A. Schmidt, 1868 => Laciniaria bajula bajula (A. Schmidt, 1868)
- Clausilia baldensis Charpentier, 1852 => Charpentieria itala baldensis (Charpentier, 1852)
- Clausilia banatica Küster, 1860 => Bulgarica rugicollis rugicollis (Rossmässler, 1836)
- Clausilia basileensis Rossmässler, 1835 => Macrogastra attenuata lineolata (Held, 1836)
- Clausilia bavayi Lindholm, 1924 => Tropidauchenia bavayi (Lindholm, 1924)
- Clausilia baziniana Heude, 1889 => Oospira (Oospira) baziniana (Heude, 1889)
- Clausilia bensoni H. Adams, 1870 => Oospira (Formosanella) bensoni (H. Adams, 1870)
- Clausilia bergeri Rossmässler, 1836 => Erjavecia bergeri (Rossmässler, 1836)
- Clausilia bernardii L. Pfeiffer, 1861 => Stereophaedusa bernardii (L. Pfeiffer, 1861)
- Clausilia berthaudi Michaud, 1877 † => Iphigena loryi (Michaud, 1862) †
- Clausilia biasolettiana Charpentier, 1852 => Delima bilabiata biasolettiana (Charpentier, 1852)
- Clausilia bicarinata Rossmässler, 1839 => Sprattia bicarinata (Rossmässler, 1839)
- Clausilia bicolor Charpentier, 1852 => Charpentieria stigmatica stigmatica (Rossmässler, 1836)
- Clausilia bicristata Rossmässler, 1839 => Idyla bicristata (Rossmässler, 1839)
- Clausilia bidens (Linnaeus, 1758) => Cochlodina bidens (Linnaeus, 1758)
- Clausilia bielzii L. Pfeiffer, 1849 => Alopia bielzii (L. Pfeiffer, 1849)
- Clausilia bifrons A. Schmidt, 1868 => Alopia regalis glabriuscula (Rossmässler, 1859)
- Clausilia bilabiata Rossmässler, 1839 => Macedonica marginata (Rossmässler, 1835)
- Clausilia billeti H. Fischer, 1898 => Selenophaedusa billeti (H. Fischer, 1898)
- Clausilia binaria Heude, 1886 => Oospira (Oospira) binaria (Heude, 1886)
- Clausilia binotata Rossmässler, 1836 => Delima binotata (Rossmässler, 1836)
- Clausilia bipustulata A. Schmidt, 1868 => Delima binotata binotata (Rossmässler, 1836)
- Clausilia bisdelineata Heude, 1885=> Sinigena bisdelineata (Heude, 1885)
- Clausilia bitorquata Rossmässler, 1857 => Bitorquata bitorquata (Rossmässler, 1857)
- Clausilia blanda Rossmässler, 1836 => Delima blanda (Rossmässler, 1836)
- Clausilia boeotica Küster, 1861 => Isabellaria clandestina clandestina (Rossmässler, 1857)
- Clausilia bosniensis v. Vest, 1867 => Herilla bosniensis (v. Vest, 1867)
- Clausilia bosniensis Zelebor, 1868 => Herilla bosniensis (v. Vest, 1867)
- Clausilia bouddah Bavay & Dautzenberg, 1912 => Oospira bouddah (Bavay & Dautzenberg, 1912)
- Clausilia bourdoti Cossmann, 1889 † => Cylindrellina bourdoti (Cossmann, 1889) †
- Clausilia braunii Rossmässler, 1836 => Charpentieria itala braunii (Rossmässler, 1836)
- Clausilia brevicollis L. Pfeiffer, 1849 => Albinaria brevicollis (L. Pfeiffer, 1850)
- Clausilia breviluna Möllendorff, 1886 => Clausilia breviplica Möllendorff, 1886
- Clausilia brevior Martens, 1877 => Stereophaedusa (Breviphaedusa) gouldi (A. Adams, 1868)
- Clausilia breviplica Möllendorff, 1886 => Bathyptychia (Brachyptychia) breviplica (Möllendorff, 1886)
- Clausilia brunnea Rossmässler, 1839 => Armenica brunnea (Rossmässler, 1839)
- Clausilia buccinella Heude, 1886 => Euphaedusa (Euphaedusa) buccinella (Heude, 1886)
- Clausilia bulgarica Küster, 1855 => Strigillaria bulgariensis (L. Pfeiffer, 1848)
- Clausilia bulgariensis L. Pfeiffer, 1848 => Bulgarica bulgariensis (L. Pfeiffer, 1848)
- Clausilia bulimoides A. Braun, 1843 † => Eualopia bulimoides (A. Braun, 1843) †
- Clausilia bulla L. Pfeiffer, 1848 => Delima laevissima pachygastris (Rossmässler, 1835)
- Clausilia byzantina Charpentier, 1852 => Albinaria byzantina (Charpentier, 1852)
- Clausilia callifera Küster, 1853 => Delima vidovichii callifera (Küster, 1853)
- Clausilia callistoma Bavay & Dautzenberg, 1899 => Selenophaedusa callistoma (Bavay & Dautzenberg, 1899)
- Clausilia callistomella Bavay & Dautzenberg, 1900 => Selenophaedusa callistomella (Bavay & Dautzenberg, 1900)
- Clausilia callocincta Küster, 1861 => Delima semirugata (Rossmässler, 1836)
- Clausilia callosa L. Pfeiffer, 1842 => Agathylla exarata (Rossmässler, 1835)
- Clausilia cambojensis L. Pfeiffer, 1861 => Loosjesia cambojensis (L. Pfeiffer, 1861)
- Clausilia campanica Michelin, 1832 † => Coeliaxis campanica (Michelin, 1832) †
- Clausilia canalifera Rossmässler, 1836 => Mentissa canalifera (Rossmässler, 1836)
- Clausilia cancellata A. Schmidt, 1868 => Medora armata (Küster, 1844)
- Clausilia candida L. Pfeiffer, 1850 => Albinaria candida (L. Pfeiffer, 1850)
- Clausilia candidescens Rossmässler, 1835 => Leucostigma candidescens (Rossmässler, 1835)
- Clausilia canescens Rossmässler, 1856 => Alopia glorifica (Charpentier, 1852)
- Clausilia canescens Charpentier, 1852 => Alopia canescens canescens (Charpentier, 1852)
- Clausilia capillacea Rossmässler, 1836 => Dilataria succineata capillacea (Rossmässler, 1836)
- Clausilia capocestiana L. Pfeiffer, 1866 => Delima amoena substricta (Charpentier, 1852)
- Clausilia carinthiaca A. Schmidt, 1856 => Macrogastra badia carinthiaca (A. Schmidt, 1856)
- Clausilia carissima Rossmässler, 1839 => Bulgarica rugicollis carissima (Rossmässler, 1839)
- Clausilia castalia Roth, 1856 => Idyla (Idyla) castalia (Roth, 1856)
- Clausilia castanea A. Schmidt, 1868  => Delima latilabris tenebrosa (Küster, 1862)
- Clausilia castrensis Mousson, 1859  => Albinaria senilis castrensis (Mousson, 1859)
- Clausilia cataphracta L. Pfeiffer, 1848  => Agathylla sulcosa (J. A. Wagner, 1829)
- Clausilia cattaroensis Rossmässler, 1835  => Montenegrina cattaroensis (Rossmässler, 1835)
- Clausilia caucasica A. Schmidt, 1868  => Micropontica caucasica (A. Schmidt, 1868)
- Clausilia cazioti Bavay & Dautzenberg, 1909  => Selenophaedusa cazioti (Bavay & Dautzenberg, 1909)
- Clausilia cecilei L. Pfeiffer, 1847  => Macrophaedusa cecillii (L. Pfeiffer, 1847)
- Clausilia cecillei Philippi, 1847  => Hemiphaedusa cecillei (Philippi, 1847)
- Clausilia cecillii L. Pfeiffer, 1847  => Macrophaedusa cecillii (L. Pfeiffer, 1847)
- Clausilia celebensis E. A. Smith, 1896  => Paraphaedusa celebensis (E. A. Smith, 1896)
- Clausilia celsa Gredler, 1892  => Celsiphaedusa celsa (Gredler, 1892)
- Clausilia cerata Rossmässler, 1836  => Cochlodina cerata (Rossmässler, 1836)
- Clausilia cervicalis Bavay & Dautzenberg, 1909  => Hemiphaedusa cervicalis (Bavay & Dautzenberg, 1909)
- Clausilia cetivora Heude, 1882  => Tauphaedusa tau cetivora (Heude, 1882)
- Clausilia charlotia Risso, 1826  => Granaria variabilis (Draparnaud, 1801)
- Clausilia charpentieri L. Pfeiffer, 1850  => Isabellaria saxicola charpentieri (L. Pfeiffer, 1849)
- Clausilia chersonensis L. Pfeiffer, 1841  => Delima semirugata (Rossmässler, 1836)
- Clausilia chiemhoaensis Sykes, 1902  => Selenophaedusa chiemhoaensis (Sykes, 1902)
- Clausilia cholerigena Heude, 1889  => Serriphaedusa cholerigena (Heude, 1889)
- Clausilia circumdata L. Pfeiffer, 1848  => Euxina circumdata (L. Pfeiffer, 1848)
- Clausilia clandestina Rossmässler, 1857  => Isabellaria clandestina (Rossmässler, 1857)
- Clausilia clathra L. Pfeiffer, 1868  => Medora armata (Küster, 1844)
- Clausilia clathrata E. A. Bielz, 1856  => Alopia (Alopia) bielzii clathrata (E. A. Bielz, 1856)
- Clausilia clava F. Sandberger, 1875 †  => Triptychia clava (F. Sandberger, 1875) †
- Clausilia clavata Rossmässler, 1836  => Charpentieria clavata (Rossmässler, 1836)
- Clausilia clavulus Heude, 1886  => Euphaedusa (Dentiphaedusa) spinula clavulus (Heude, 1886)
- Clausilia coccygea Gredler, 1888  =>  Phaedusa (Phaedusa) coccygea (Gredler, 1888)
- Clausilia cochinchinensis L. Pfeiffer, 1848  => Phaedusa cochinchinensis (L. Pfeiffer, 1848)
- Clausilia coerulea Rossmässler, 1835  => Albinaria caerulea (Deshayes, 1835)
- Clausilia colombeliana Heude, 1882  => Euphaedusa (Euphaedusa) aculus (Benson, 1842)
- Clausilia comensis L. Pfeiffer, 1849  => Cochlodina comensis (L. Pfeiffer, 1850)
- Clausilia commutata Rossmässler, 1836  => Cochlodina costata ungulata (Rossmässler, 1835)
- Clausilia compressa L. Pfeiffer, 1850  => Albinaria compressa (L. Pfeiffer, 1850)
- Clausilia compressa Rossmässler, 1836  => Aegopis compressus (Rossmässler, 1836)
- Clausilia comta L. Pfeiffer, 1842  => Agathylla strigillata (Rossmässler, 1835)
- Clausilia concilians E. A. Bielz, 1853  => Graciliaria inserta (Porro, 1841)
- Clausilia confinata L. Pfeiffer, 1859  => Charpentieria scarificata (L. Pfeiffer, 1856)
- Clausilia conformata L. Pfeiffer, 1853  => Bulgarica vetusta (Rossmässler, 1836)
- Clausilia conjuncta Küster, 1860  => Bulgarica vetusta conjuncta (Küster, 1860)
- Clausilia consentanea A. Schmidt, 1868  => Delima binotata consentanea (A. Schmidt, 1868)
- Clausilia conspersa L. Pfeiffer, 1848  => Strigilodelima conspersa conspersa (L. Pfeiffer, 1848)
- Clausilia conspurcata Rossmässler, 1836  => Delima blanda conspurcata (Rossmässler, 1836)
- Clausilia constellata Heude, 1886  => Papilliphaedusa constellata (Heude, 1886)
- Clausilia contaminata Rossmässler, 1835  => Albinaria contaminata (Rossmässler, 1835)
- Clausilia contorta De Boissy, 1848 †  => Neniopsis contorta (De Boissy, 1848) †
- Clausilia corcyrensis Mousson, 1859  => Albinaria senilis corcyrensis (Mousson, 1859)
- Clausilia cornea L. Pfeiffer, 1842  => Charpentieria lamellata (Rossmässler, 1836)
- Clausilia corpulenta L. Pfeiffer, 1868  => Dilataria marcki (L. Pfeiffer, 1868)
- Clausilia corrugata L. Pfeiffer, 1842 => Medora dalmatina dalmatina (Rossmässler, 1835)
- Clausilia corticina L. Pfeiffer, 1842 => Phaedusa corticina (L. Pfeiffer, 1842)
- Clausilia costata (C. Pfeiffer, 1828) => Cochlodina costata costata (C. Pfeiffer, 1828)
- Clausilia costicollis L. Pfeiffer, 1848 => Medora contracta contracta (Rossmässler, 1842)
- Clausilia coudeini Bavay & Dautzenberg, 1899 => Formosana coudeini (Bavay & Dautzenberg, 1899)
- Clausilia crassicostata L. Pfeiffer, 1856 => Charpentieria crassicostata (L. Pfeiffer, 1856)
- Clausilia crassilabris Rossmässler, 1836 => Delima bilabiata crassilabris (Rossmässler, 1836)
- Clausilia crenata F. Sandberger, 1871 † => Palaeostoa crenata (F. Sandberger, 1871) †
- Clausilia crenulata Rossmässler, 1836 => Delima amoena (L. Pfeiffer, 1848)
- Clausilia cretensis Rossmässler, 1836 => Albinaria cretensis (Rossmässler, 1836)
- Clausilia cristata Rossmässler, 1836 => Erjavecia bergeri (Rossmässler, 1836)
- Clausilia cristatella Küster, 1861 => Albinaria cristatella cristatella (Küster, 1861)
- Clausilia croatica L. Pfeiffer, 1866 => Delima binotata satura (Rossmässler, 1836)
- Clausilia cruda Rossmässler, 1835 => Macrogastra plicatula (Draparnaud, 1801)
- Clausilia cumingiana L. Pfeiffer, 1845 => Phaedusa cumingiana (L. Pfeiffer, 1845)
- Clausilia curta Rossmässler, 1836 => Cochlodina costata curta (Rossmässler, 1836)
- Clausilia curzolana Küster, 1861 => Delima vidovichii (L. Pfeiffer, 1846)
- Clausilia cuspidata Held, 1836 => Clausilia cruciata cuspidata Held, 1836
- Clausilia cuvieri Delafond & Depéret, 1893 † => Emarginaria cuvieri (Delafond & Depéret, 1893) †
- Clausilia cyclostoma L. Pfeiffer, 1850 => Cyclonenia cyclostoma (L. Pfeiffer, 1850)
- Clausilia cylindrella Heude, 1886 => Euphaedusa (Euphaedusa) cylindrella (Heude, 1886)
- Clausilia cylindricollis Küster, 1861 => Delima vidovichii robusta (Küster, 1847)
- Clausilia dacica L. Pfeiffer, 1848 => Herilla ziegleri dacica (L. Pfeiffer, 1848)
- Clausilia dalmatina Rossmassler, 1835 => Medora dalmatina (Rossmässler, 1835)
- Clausilia dautzenbergi Morlet, 1893 => Neniauchenia dautzenbergi (Morlet, 1893)
- Clausilia dazueri L. Pfeiffer, 1868 => Dilataria succineata dazueri (L. Pfeiffer, 1868)
- Clausilia decapitata Pilsbry, 1902 => Megalophaedusa decapitata (Pilsbry, 1902)
- Clausilia decemplicata Sacco, 1886 † => Serrulella decemplicata (Sacco, 1886) †
- Clausilia decipiens Rossmässler, 1835 => Delima latilabris (J. A. Wagner, 1829)
- Clausilia decisa Rossmässler, 1836 => Bulgarica vetusta (Rossmässler, 1836)
- Clausilia decorata L. Pfeiffer, 1848 => Delima laevissima (Rossmässler, 1833)
- Clausilia decurtata Heude, 1885 => Excussispira decurtata (Heude, 1885)
- Clausilia decussata Martens, 1877 => Megalophaedusa (Vitriphaedusa) decussata (Martens, 1877)
- Clausilia degeneris Preston, 1911 => Macroptychia degeneris (Preston, 1911)
- Clausilia delavayana Heude, 1885 => Oospira (Paraformosana) delavayana (Heude, 1885)
- Clausilia deltostoma Küster, 1860 => Boettgeria deltostoma (R. T. Lowe, 1831)
- Clausilia demangei Bavay & Dautzenberg, 1909 => Tropidauchenia demangei (Bavay & Dautzenberg, 1909)
- Clausilia denegabilis L. Pfeiffer, 1848 => Agathylla exarata (Rossmässler, 1835)
- Clausilia densestriata Rossmässler, 1836 => Macrogastra densestriata (Rossmässler, 1836)
- Clausilia densicostulata Sandberger, 1871 † => Triptychia densicostulata (Sandberger, 1871) †
- Clausilia deperdita Oppenheim, 1890 † => Disjunctaria deperdita (Oppenheim, 1890) †
- Clausilia deplana L. Pfeiffer, 1841 => Delima semirugata vibex (Rossmässler, 1839)
- Clausilia detersa Rossmässler, 1836 => Mentissa canalifera (Rossmässler, 1836)
- Clausilia dextrogyra Bavay & Dautzenberg, 1909 => Formosana dextrogyra (Bavay & Dautzenberg, 1909)
- Clausilia diaconalis Heude, 1889 => Euphaedusa (Dentiphaedusa) spinula diaconalis (Heude, 1889)
- Clausilia diaphana Küster, 1861 => Delima blanda conspurcata (Rossmässler, 1836)
- Clausilia dichroa Bavay & Dautzenberg, 1899 => Phaedusa dichroa (Bavay & Dautzenberg, 1899)
- Clausilia diminuta L. Pfeiffer, 1846 => Agathylla sulcosa diminuta (L. Pfeiffer, 1846)
- Clausilia discolor L. Pfeiffer, 1846 => Albinaria discolor discolor (L. Pfeiffer, 1846)
- Clausilia distans L. Pfeiffer, 1865 => Albinaria teres distans (L. Pfeiffer, 1865)
- Clausilia distinguenda Rossmässler, 1836 => Ruthenica filograna filograna (Rossmässler, 1836)
- Clausilia divergens Küster, 1876 => Delima latilabris tenebrosa (Küster, 1862)
- Clausilia ducalis Kobelt, 1876 => Megalophaedusa ducalis (Kobelt, 1876)
- Clausilia duella Mabille, 1887 => Dautzenbergiella duella (Mabille, 1887)
- Clausilia dyodon S. Studer, 1820 => Charpentieria dyodon (S. Studer, 1820)
- Clausilia dystherata Jickeli, 1874 => Macroptychia dystherata (Jickeli, 1874)
- Clausilia eastlakeana Möllendorff, 1882 => Reinia eastlakeana (Möllendorff, 1882)
- Clausilia eburnea L. Pfeiffer, 1855 => Albinaria eburnea (L. Pfeiffer, 1854)
- Clausilia eckingensis F. Sandberger, 1875 † => Eualopia eckingensis (F. Sandberger, 1875) †
- Clausilia edmondi De Boissy, 1848 † => Laminifera edmondi (De Boissy, 1848) †
- Clausilia egena Küster, 1860 => Delima albocincta sororia (A. Schmidt, 1868)
- Clausilia elata Rossmässler, 1836 => Vestia elata (Rossmässler, 1836)
- Clausilia elegantula L. Pfeiffer, 1848 => Delima amoena (L. Pfeiffer, 1848)
- Clausilia elisabethae Möllendorff, 1881 => Phaedusa (Phaedusa) elisabethae (Möllendorff, 1881)
- Clausilia equestris Küster, 1860 => Medora stenostoma stenostoma (Rossmässler, 1839)
- Clausilia eris L. Pfeiffer, 1866 => Medora eris (L. Pfeiffer, 1866)
- Clausilia escheri Sandberger, 1875 † => Triptychia escheri (Sandberger, 1875) †
- Clausilia euholostoma Pilsbry, 1900 => Reinia euholostoma (Pilsbry, 1900)
- Clausilia eupleura Bavay & Dautzenberg, 1899 => Phaedusa eupleura (Bavay & Dautzenberg, 1899)
- Clausilia eurystoma Martens, 1877 => Stereophaedusa (Mesophaedusa) japonica (Crosse, 1871)
- Clausilia exarata Rossmässler, 1835 => Agathylla exarata (Rossmässler, 1835)
- Clausilia exilis L. Pfeiffer, 1842 => Dilataria succineata succineata (Rossmässler, 1836)
- Clausilia extensa L. Pfeiffer, 1865 => Albinaria teres extensa (L. Pfeiffer, 1865)
- Clausilia falcifera Bavay & Dautzenberg, 1899 => Selenophaedusa falcifera (Bavay & Dautzenberg, 1899)
- Clausilia fallax Rossmässler, 1836 => Alinda fallax (Rossmässler, 1836)
- Clausilia falliciosa Küster, 1855 => Charpentieria gibbula (Rossmässler, 1836)
- Clausilia falsani Locard, 1883 † => Iphigena loryi (Michaud, 1862) †
- Clausilia fargesiana Heude, 1885 => Excussispira fargesiana (Heude, 1885)
- Clausilia fargesianella Heude, 1885 => Excussispira fargesianella (Heude, 1885)
- Clausilia fauciata Rossmässler, 1857 => Cristataria delesserti (Bourguignat, 1853)
- Clausilia fausta A. Schmidt, 1868 => Isabellaria saxicola saxicola (L. Pfeiffer, 1848)
- Clausilia filippina Heude, 1882 => Euphaedusa (Telophaedusa) filippina (Heude, 1882)
- Clausilia filograna Rossmässler, 1836 => Ruthenica filograna (Rossmässler, 1836)
- Clausilia filumna L. Pfeiffer, 1866 => Cristataria hedenborgi (L. Pfeiffer, 1850)
- Clausilia fimbriata Rossmässler, 1835 => Cochlodina fimbriata (Rossmässler, 1835)
- Clausilia fischeri Michaud, 1862 † => Nordsieckia fischeri (Michaud, 1862) †
- Clausilia fistulata Bavay & Dautzenberg, 1909 => Hemiphaedusa fistulata (Bavay & Dautzenberg, 1909)
- Clausilia fitzgeraldae O. Boettger, 1879 => Euphaedusa (Euphaedusa) fitzgeraldae (O. Boettger, 1879)
- Clausilia flammulata L. Pfeiffer, 1850 => Albinaria discolor flammulata (L. Pfeiffer, 1850)
- Clausilia flava Küster, 1857 => Leucostigma candidescens leucostigma (Rossmässler, 1836)
- Clausilia flavescens Heude, 1884 => Tauphaedusa tau (O. Boettger, 1877)
- Clausilia formosa L. Pfeiffer, 1848 => Agardhiella formosa (L. Pfeiffer, 1848)
- Clausilia formosa Rossmässler, 1835 => Agathylla formosa (Rossmässler, 1835)
- Clausilia fortunei L. Pfeiffer, 1852 => Macrophaedusa cecillii (L. Pfeiffer, 1847)
- Clausilia franciscana Möllendorff, 1885 => Synprosphyma (Synprosphyma) franciscana (Möllendorff, 1885)
- Clausilia frater A. Schmidt, 1868 => Mentissa gracilicosta gracilicosta (Rossmässler, 1836)
- Clausilia fraudigera Rossmässler, 1839 => Bulgarica fraudigera (Rossmässler, 1839)
- Clausilia frauenfeldi Rossmässler, 1856 => Macedonica frauenfeldi (Rossmässler, 1856)
- Clausilia freyeri L. Pfeiffer, 1848 => Delima binotata gastrolepta (Rossmässler, 1836)
- Clausilia freyi Bavay & Dautzenberg, 1899 => Liparophaedusa freyi (Bavay & Dautzenberg, 1899)
- Clausilia frigida Heude, 1884 => Euphaedusa (Euphaedusa) aculus (Benson, 1842)
- Clausilia friniana Heude, 1890 => Formosana friniana (Heude, 1890)
- Clausilia frivaldskyana Rossmässler, 1839 => Macedonica marginata frivaldskyana (Rossmässler, 1839)
- Clausilia fuchsiana Heude, 1885 => Fuchsiana fuchsiana (Heude, 1885)
- Clausilia fulcrata Rossmässler, 1836 => Delima blanda fulcrata (Rossmässler, 1836)
- Clausilia fuliginea L. Pfeiffer, 1868 => Delima laevissima (Rossmässler, 1833)
- Clausilia fulvella Heude, 1882 => Euphaedusa aculus fulvella (Heude, 1882)
- Clausilia galeata Rossmässler, 1839 => Galeata galeata (Rossmässler, 1839)
- Clausilia gastrolepta Rossmässler, 1836 => Delima binotata gastrolepta (Rossmässler, 1836)
- Clausilia gebennica Fontannes, 1884 † => Triptychia gebennica (Fontannes, 1884) †
- Clausilia gemina Gredler, 1881 => Tauphaedusa gemina (Gredler, 1881)
- Clausilia geophila L. Pfeiffer, 1848 => Delima subcylindrica (Rossmässler, 1836)
- Clausilia gereti Bavay & Dautzenberg, 1900 => Phaedusa theristica (Mabille, 1887)
- Clausilia gerlachi Möllendorff, 1881 => Oospira (Oospira) gerlachi (Möllendorff, 1881)
- Clausilia giardi H. Fischer, 1898 => Tropidauchenia giardi (H. Fischer, 1898)
- Clausilia gibbosula Deshayes, 1870 => Synprosphyma (Synprosphyma) gibbosula (Deshayes, 1870)
- Clausilia gibbula Rossmässler, 1836 => Charpentieria gibbula (Rossmässler, 1836)
- Clausilia giraudi Bourguignat, 1885 => Charpentieria ornata (Rossmässler, 1836)
- Clausilia gisota Bavay & Dautzenberg, 1899 => Notoptychia gisota gisota (Bavay & Dautzenberg, 1899)
- Clausilia glabella L. Pfeiffer, 1865 => Albinaria eburnea glabella (L. Pfeiffer, 1865)
- Clausilia glabrata L. Pfeiffer, 1842 => Delima laevissima (Rossmässler, 1833)
- Clausilia glabricollis L. Pfeiffer, 1866 => Albinaria scopulosa glabricollis (L. Pfeiffer, 1866)
- Clausilia glorifica Rossmässler, 1856 => Alopia canescens (Charpentier, 1852)
- Clausilia glorifica Charpentier, 1852 => Alopia glorifica glorifica (Charpentier, 1852)
- Clausilia gobanzi L. Pfeiffer, 1868 => Clausilia dubia speciosa A. Schmidt, 1856
- Clausilia gospici L. Pfeiffer, 1866 => Delima latilabris opaca (Charpentier, 1852)
- Clausilia gracilicosta Rossmässler, 1836 => Mentissa gracilicosta (Rossmässler, 1836)
- Clausilia graciliformis L. Pfeiffer, 1866 => Medora macascarensis graciliformis (L. Pfeiffer, 1866)
- Clausilia gracilior A. Schmidt, 1868 => Mentissa gracilicosta gracilicosta (Rossmässler, 1836)
- Clausilia graeca L. Pfeiffer, 1850 => Albinaria grayana (L. Pfeiffer, 1846)
- Clausilia grandis Klein, 1846 † => Triptychia kleini Schnabel, 2006 †
- Clausilia grangeri Bavay & Dautzenberg, 1899 => Siphonophaedusa grangeri (Bavay & Dautzenberg, 1899)
- Clausilia gravida Küster, 1860 => Medora dalmatina gravida (Küster, 1860)
- Clausilia grayana L. Pfeiffer, 1846 => Albinaria grayana (L. Pfeiffer, 1846)
- Clausilia grohmanniana Rossmässler, 1836 => Charpentieria grohmanniana (Rossmässler, 1836)
- Clausilia grossa L. Pfeiffer, 1848 => Macedonica marginata marginata (Rossmässler, 1835)
- Clausilia grossa Rossmässler, 1835 => Cochlodina laminata grossa (Rossmässler, 1835)
- Clausilia gustavi O. Boettger, 1880 => Likharevia gustavi (O. Boettger, 1880)
- Clausilia hamonvillei Bavay & Dautzenberg, 1899 => Phaedusa hamonvillei (Bavay & Dautzenberg, 1899)
- Clausilia hanleyana L. Pfeiffer, 1850 => Isabellaria saxicola charpentieri (L. Pfeiffer, 1849)
- Clausilia hasta Küster, 1857 => Bulgarica rugicollis rugicollis (Rossmässler, 1836)
- Clausilia hebes A. Schmidt, 1868 => Delima blanda conspurcata (Rossmässler, 1836)
- Clausilia hectica Küster, 1860 => Delima blanda (Rossmässler, 1836)
- Clausilia hedenborgi L. Pfeiffer, 1850 => Cristataria hedenborgi (L. Pfeiffer, 1850)
- Clausilia helenae Küster, 1876 => Delima helenae (Küster, 1876)
- Clausilia helvetica F. Sandberger, 1875 † => Triptychia mayeri H. Nordsieck, 1998 †
- Clausilia helvola Küster, 1853 => Montenegrina helvola helvola (Küster, 1853)
- Clausilia hensaniensis Gredler, 1901 => Margaritiphaedusa hensaniensis (Gredler, 1901)
- Clausilia hepatica Küster, 1855 => Clausilia pumila (C. Pfeiffer, 1828)
- Clausilia heudeana Möllendorff, 1882 => Zaptyx (Hemizaptyx) heudeana (Möllendorff, 1882)
- Clausilia higoensis Pilsbry, 1901 => Paganizaptyx stimpsoni subgibbera (O. Boettger, 1877)
- Clausilia hilgendorfi Martens, 1877 => Stereophaedusa (Mesophaedusa) japonica (Crosse, 1871)
- Clausilia homalorhaphe L. Pfeiffer, 1850 => Albinaria candida homalorhaphe (L. Pfeiffer, 1850)
- Clausilia honorifica L. Pfeiffer, 1853 => Medora contracta contracta (Rossmässler, 1842)
- Clausilia houdasi Cossmann, 1889 † => Laminifera houdasi (Cossmann, 1889) †
- Clausilia houssayi H. Fischer, 1898 => Phaedusa lypra (Mabille, 1887)
- Clausilia humilis Küster, 1860 => Delima blanda conspurcata (Rossmässler, 1836)
- Clausilia hunana Gredler, 1881 => Tauphaedusa tau hunana (Gredler, 1881)
- Clausilia hupeana Gredler, 1892 => Bathyptychia (Bathyptychia) hupeana (Gredler, 1892)
- Clausilia hyperolia Martens, 1877 => Zaptyx (Zaptychopsis) buschi (Küster, 1844)
- Clausilia iberica Roth, 1850 => Euxinastra (Odonteuxina) iberica (Roth, 1850)
- Clausilia idaea L. Pfeiffer, 1850 => Albinaria idaea (L. Pfeiffer, 1850)
- Clausilia ikiensis Pilsbry, 1905 => Zaptyx stimpsoni ikiensis (Pilsbry, 1905)
- Clausilia impura Küster, 1857 => Leucostigma candidescens leucostigma (Rossmässler, 1836)
- Clausilia inaequalis A. Schmidt, 1868 => Cochlodina inaequalis (A. Schmidt, 1868)
- Clausilia inanis Bavay & Dautzenberg, 1909 => Phaedusa inanis (Bavay & Dautzenberg, 1909)
- Clausilia incerta Küster, 1861 => Charpentieria incerta (Küster, 1861)
- Clausilia incisa Küster, 1876 => Cochlodina bidens (Linnaeus, 1758)
- Clausilia indifferens F. Sandberger, 1870 † => Disjunctaria indifferens (F. Sandberger, 1870) †
- Clausilia indigena A. Schmidt, 1868 => Albinaria profuga (Charpentier, 1852)
- Clausilia indurata Heude, 1886 => Oospira (Paraformosana) indurata (Heude, 1886)
- Clausilia infantilis Gredler, 1890 => Bathyptychia (Bathyptychia) infantilis (Gredler, 1890)
- Clausilia infecta Heude, 1886 => Streptodera trachelostropha (Möllendorff, 1885)
- Clausilia inopinata Traub, 1938 † => Rillyopsis inopinata (Traub, 1938) †
- Clausilia insignis Gould, 1844 => Oospira (Oospira) insignis (Gould, 1844)
- Clausilia insularis Heude, 1882 => Euphaedusa (Euphaedusa) aculus insularis (Heude, 1882)
- Clausilia intermedia L. Pfeiffer, 1847 => Cochlodina costata intermedia (L. Pfeiffer, 1847)
- Clausilia interrupta (C. Pfeiffer, 1828) => Fusulus (Fusulus) interruptus (C. Pfeiffer, 1828)
- Clausilia intrusa A. Schmidt, 1868 => Muticaria macrostoma oscitans (Charpentier, 1852)
- Clausilia inuncta L. Pfeiffer, 1849 => Macrogastra plicatula (Draparnaud, 1801)
- Clausilia inversa Heude, 1886 => Excussispira inversa (Heude, 1886)
- Clausilia ioes Benson, 1852 => Cylindrophaedusa (Montiphaedusa) ioes (Benson, 1852)
- Clausilia iotaptyx Pilsbry, 1900 => Megalophaedusa (Tyrannophaedusa) iotaptyx (Pilsbry, 1900)
- Clausilia irregularis Rossmässler, 1835 => Agathylla sulcosa irregularis (Rossmässler, 1835)
- Clausilia isabellina L. Pfeiffer, 1842 => Isabellaria isabellina isabellina (L. Pfeiffer, 1842)
- Clausilia ischna Pilsbry, 1901 => Paganizaptyx stimpsoni subgibbera (O. Boettger, 1877)
- Clausilia itala (G. von Martens, 1824) => Charpentieria itala (G. von Martens, 1824)
- Clausilia jacobiana Pilsbry, 1902 => Stereophaedusa (Breviphaedusa) jacobiana (Pilsbry, 1902)
- Clausilia janseniana Heude, 1885 => Tauphaedusa tau janseniana (Heude, 1885)
- Clausilia japonica Crosse, 1871 => Stereophaedusa (Mesophaedusa) japonica (Crosse, 1871)
- Clausilia jemjemensis Connolly, 1928 => Macroptychia jemjemensis (Connolly, 1928)
- Clausilia joncheryensis Deshayes, 1863 † => Neniopsis joncheryensis (Deshayes, 1863) †
- Clausilia jonica L. Pfeiffer, 1866 => Albinaria jonica (L. Pfeiffer, 1866)
- Clausilia julii Gredler, 1887 => Phaedusa (Metaphaedusa) hilberi (O. Boettger, 1884)
- Clausilia kelantanensis Sykes, 1902 => Phaedusa kelantanensis (Sykes, 1902)
- Clausilia kobeltiana Küster, 1876 => Charpentieria kobeltiana (Küster, 1876)
- Clausilia kokeilii L. Pfeiffer, 1848 => Delima blanda conspurcata (Rossmässler, 1836)
- Clausilia kreglingeri L. Pfeiffer, 1866 => Albinaria caerulea kreglingeri (L. Pfeiffer, 1866)
- Clausilia krueperi L. Pfeiffer, 1866 => Albinaria krueperi (L. Pfeiffer, 1866)
- Clausilia kuesteri Rossmässler, 1836 => Cochlodina kuesteri (Rossmässler, 1836)
- Clausilia kutschigii L. Pfeiffer, 1848 => Delima pellucida (L. Pfeiffer, 1848)
- Clausilia kutschigii Küster, 1847 => Medora contracta contracta (Rossmässler, 1842)
- Clausilia kyusyuensis Kuroda, 1945 => Paganizaptyx stimpsoni subgibbera (O. Boettger, 1877)
- Clausilia labiocrassa L. Pfeiffer, 1848 => Delima bilabiata (J. A. Wagner, 1829)
- Clausilia labrosa Heude, 1886 => Oospira (Paraformosana) indurata (Heude, 1886)
- Clausilia labyrinthoides Sykes, 1898 => Hemiphaedusa (Labyrinthiphaedusa) labyrinthoides (Sykes, 1898)
- Clausilia lactea Rossmässler, 1839 => Albinaria contaminata (Rossmässler, 1835)
- Clausilia laevicollis Charpentier, 1852 => Armenica laevicollis (De Charpentier, 1852)
- Clausilia laevigata L. Pfeiffer, 1842 => Montenegrina cattaroensis cattaroensis (Rossmässler, 1835)
- Clausilia laevissima Rossmässler, 1833 => Delima (Delima) laevissima (Rossmässler, 1833)
- Clausilia lamellata Rossmässler, 1836 => Charpentieria lamellata (Rossmässler, 1836)
- Clausilia lantenoisi Dautzenberg & H. Fischer, 1905 => Selenophaedusa lantenoisi (Dautzenberg & H. Fischer, 1905)
- Clausilia lanzai Dunker, 1857 => Medora armata (Küster, 1844)
- Clausilia lartetii Dupuy, 1850 † => Triptychia lartetii (Dupuy, 1850) †
- Clausilia latens L. Pfeiffer, 1853 => Alopia glauca (E. A. Bielz, 1853)
- Clausilia latestriata A. Schmidt, 1856 => Macrogastra borealis bielzi H. Nordsieck, 1993
- Clausilia latilabris J. A. Wagner, 1829 => Delima latilabris (J. A. Wagner, 1829)
- Clausilia laurentiana Möllendorff, 1885 => Excussispira laurentiana (Möllendorff, 1885)
- Clausilia lavillei Dautzenberg & Fischer, 1905 => Selenophaedusa lavillei (Dautzenberg & H. Fischer, 1905)
- Clausilia laxa Küster, 1860 => Montenegrina laxa laxa (Küster, 1860)
- Clausilia lemyrei Bavay & Dautzenberg, 1899 => Hemiphaedusa (Dendrophaedusa) lemyrei (Bavay & Dautzenberg, 1899)
- Clausilia lepidospira Heude, 1889 => Oospira (Paraformosana) lepidospira (Heude, 1889)
- Clausilia lesinacensis L. Pfeiffer, 1841 => Montenegrina cattaroensis cattaroensis (Rossmässler, 1835)
- Clausilia lesinensis Küster, 1847 => Medora lesinensis lesinensis (Küster, 1847)
- Clausilia leucophryna L. Pfeiffer, 1862 => Charpentieria leucophryna (L. Pfeiffer, 1862)
- Clausilia leucospira Heude, 1882 => Euphaedusa (Euphaedusa) aculus (Benson, 1842)
- Clausilia leucostemma Küster, 1861 => Delima bilabiata alschingeri (Charpentier, 1852)
- Clausilia leucostigma Rossmässler, 1836 => Leucostigma candidescens leucostigma (Rossmässler, 1836)
- Clausilia leucostoma Küster, 1850 => Delima vidovichii leucostoma (Küster, 1850)
- Clausilia liebetruti Charpentier, 1852 => Albinaria schuchii liebetruti (Charpentier, 1852)
- Clausilia limbata Sandberger, 1875 † => Triptychia limbata (Sandberger, 1875) †
- Clausilia lineolata Held, 1836 => Macrogastra attenuata lineolata (Held, 1836)
- Clausilia lischkeana Charpentier, 1852 => Alopia lischkeana lischkeana (Charpentier, 1852)
- Clausilia livida Menke, 1828 => Alopia livida livida (Menke, 1828)
- Clausilia loczyi O. Boettger, 1884 => Euphaedusa (Euphaedusa) loczyi (O. Boettger, 1884)
- Clausilia loloensis Heude, 1890 => Bathyptychia (Brachyptychia) breviplica (Möllendorff, 1886)
- Clausilia longicollis Küster, 1876 => Delima blanda conspurcata (Rossmässler, 1836)
- Clausilia longiplicata Pilsbry, 1908 => Zaptyx (Pulchraptyx) longiplicata (Pilsbry, 1908)
- Clausilia longispina Heude, 1885 => Formosana longispira (Heude, 1885)
- Clausilia lorraini Menke, 1856 => Papilliphaedusa lorraini (Menke, 1856)
- Clausilia loryi Michaud, 1862 † => Macrogastra loryi (Michaud, 1862) †
- Clausilia lowei Albers, 1852 => Boettgeria lowei (Albers, 1852)
- Clausilia loxostoma Benson, 1836 => Oospira (Oospira) loxostoma (Benson, 1836)
- Clausilia lunatica Heude, 1888 => Excussispira lunatica (Heude, 1888)
- Clausilia lunellaris L. Pfeiffer, 1849 => Isabellaria saxicola lunellaris (L. Pfeiffer, 1849)
- Clausilia lypra Mabille, 1887 => Phaedusa lypra (Mabille, 1887)
- Clausilia macarana Rossmässler, 1833 => Medora macascarensis (G. B. Sowerby I, 1828)
- Clausilia macascarensis (G. B. Sowerby I, 1828) => Medora macascarensis (G. B. Sowerby I, 1828)
- Clausilia macedonica Rossmässler, 1839 => Macedonica macedonica (Rossmässler, 1839)
- Clausilia macilenta Rossmässler, 1842 => Laciniaria macilenta (Rossmässler, 1842)
- Clausilia macrostoma Küster, 1854 => Delima semirugata blaui (Möllendorff, 1873)
- Clausilia magalhaesi Trindade, 1953 † => Temesa magalhaesi (Trindade, 1953) †
- Clausilia magistra G. B. Sowerby III, 1892 => Neniops magistra (G. B. Sowerby III, 1892)
- Clausilia magnaciana Heude, 1882 => Formosana magnaciana (Heude, 1882)
- Clausilia magnacianella Heude, 1882 => Oospira (Formosanella) bensoni (H. Adams, 1870)
- Clausilia magnifica L. Pfeiffer, 1859 => Triloba sandrii (Küster, 1844)
- Clausilia magnilabris Zelebor, 1868 => Herilla bosniensis bosniensis (v. Vest, 1867)
- Clausilia magniventris Küster, 1853 => Delima bilabiata alschingeri (Charpentier, 1852)
- Clausilia mairei Bavay & Dautzenberg, 1909 => Oospira mairei (Bavay & Dautzenberg, 1909)
- Clausilia manca Wenz, 1919 † => Canalicia manca (Wenz, 1919) †
- Clausilia manselli O. Boettger, 1883 => Albinaria teres manselli (O. Boettger, 1883)
- Clausilia mansuyi Dautzenberg & H. Fischer, 1908 => Dautzenbergiella mansuyi (Dautzenberg & H. Fischer, 1908)
- Clausilia marcki L. Pfeiffer, 1868 => Dilataria marcki (L. Pfeiffer, 1868)
- Clausilia margaritacea Heude, 1886 => Synprosphyma (Synprosphyma) franciscana (Möllendorff, 1885)
- Clausilia margaritifera Bavay & Dautzenberg, 1909 => Hemiphaedusa margaritifera (Bavay & Dautzenberg, 1909)
- Clausilia marginata Rossmässler, 1835 => Macedonica marginata marginata (Rossmässler, 1835)
- Clausilia marginata Held, 1836 => Cochlodina orthostoma (Menke, 1828)
- Clausilia marisi A. Schmidt, 1868 => Cochlodina marisi (A. Schmidt, 1868)
- Clausilia maritima Küster, 1876 => Charpentieria (Stigmatica) stigmatica stigmatica (Rossmässler, 1836)
- Clausilia marteli Dautzenberg, 1915 => Serriphaedusa marteli (Dautzenberg, 1915)
- Clausilia mastodontofila Sismonda, 1852 † => Triptychia mastodontofila (Sismonda, 1852) †
- Clausilia maxima Grateloup, 1828 † => Triptychia maxima (Grateloup, 1828) †
- Clausilia meisneriana Shuttleworth, 1843 => Cochlodina meisneriana (Shuttleworth, 1843)
- Clausilia meroniana Heude, 1888 => Euphaedusa (Telophaedusa) meroniana (Heude, 1888)
- Clausilia michahellis Küster, 1850 => Delima latilabris michahellis (Küster, 1850)
- Clausilia michaudiana L. Pfeiffer, 1848 => Alinda biplicata michaudiana (L. Pfeiffer, 1848)
- Clausilia michelottii Michaud, 1862 † => Serrulella michelottii (Michaud, 1862) †
- Clausilia milleri L. Pfeiffer, 1850 => Albinaria caerulea milleri (L. Pfeiffer, 1850)
- Clausilia minuscula Küster, 1876 => Delima montenegrina (L. Pfeiffer, 1848)
- Clausilia modesta Rossmässler, 1836 => Albinaria senilis (Rossmässler, 1836)
- Clausilia moellendorffi Martens, 1874 => Euphaedusa aculus moellendorffi (Martens, 1874)
- Clausilia moellendorffiana Heude, 1882 => Hemiphaedusa (Hemiphaedusoides) moellendorffiana (Heude, 1882)
- Clausilia moesta Rossmässler, 1839 => Elia moesta (Rossmässler, 1836)
- Clausilia mofellana A. Schmidt, 1868 => Papillifera solida caietana (Rossmässler, 1842)
- Clausilia moirati Bavay & Dautzenberg, 1909 => Hemiphaedusa moirati (Bavay & Dautzenberg, 1909)
- Clausilia monilifera L. Pfeiffer, 1866 => Papillifera papillaris papillaris (O. F. Müller, 1774)
- Clausilia montana L. Pfeiffer, 1847 => Alinda viridana (Rossmässler, 1836)
- Clausilia montenegrina L. Pfeiffer, 1848 => Delima montenegrina (L. Pfeiffer, 1848)
- Clausilia moschina Gredler, 1888 => Formosana moschina (Gredler, 1888)
- Clausilia mouhoti L. Pfeiffer, 1863 => Garnieria mouhoti (L. Pfeiffer, 1863)
- Clausilia mucida Rossmässler, 1835 => Macrogastra badia mucida (Rossmässler, 1835)
- Clausilia multidentata Rossmässler, 1839 => Bulgarica denticulata (Olivier, 1801)
- Clausilia muralis Küster, 1860 => Delima montenegrina muralis (Küster, 1860)
- Clausilia muraria A. Schmidt, 1868 => Albinaria contaminata muraria (A. Schmidt, 1868)
- Clausilia nana L. Pfeiffer, 1842 => Macrogastra badia mucida (Rossmässler, 1835)
- Clausilia nana Küster, 1857 => Clausilia rugosa reboudii Dupuy, 1851
- Clausilia nankingensis Heude, 1882 => Euphaedusa (Euphaedusa) aculus nankingensis (Heude, 1882)
- Clausilia narentana A. Schmidt, 1868 => Delima binotata satura (Rossmässler, 1836)
- Clausilia nectarina L. Pfeiffer, 1848 => Euxina circumdata (L. Pfeiffer, 1848)
- Clausilia negropontina L. Pfeiffer, 1850 => Isabellaria saxicola negropontina (L. Pfeiffer, 1849)
- Clausilia neumeyeri Küster, 1847 => Charpentieria (Stigmatica) paestana paestana (Philippi, 1836)
- Clausilia nitida L. Pfeiffer, 1848 => Delima semirugata (Rossmässler, 1836)
- Clausilia nitidescens L. Pfeiffer, 1842 => Delima latilabris (J. A. Wagner, 1829)
- Clausilia nitidula L. Pfeiffer, 1848 => Delima semirugata (Rossmässler, 1836)
- Clausilia nivea L. Pfeiffer, 1855 => Albinaria nivea (L. Pfeiffer, 1854)
- Clausilia nobilis L. Pfeiffer, 1848 => Charpentieria nobilis (L. Pfeiffer, 1848)
- Clausilia nodulifera Martens, 1877 => Stereophaedusa (Mesophaedusa) japonica (Crosse, 1871)
- Clausilia notabilis Küster, 1876 => Delima latilabris opaca (Charpentier, 1852)
- Clausilia obesa L. Pfeiffer, 1861 => Delima semirugata obesa (L. Pfeiffer, 1861)
- Clausilia obesa Martens, 1867 => Oospira obesa (Martens, 1867)
- Clausilia obscura A. Schmidt, 1868 => Alinda fallax (Rossmässler, 1836)
- Clausilia ochracea Küster, 1857 => Bulgarica rugicollis rugicollis (Rossmässler, 1836)
- Clausilia oleata Rossmässler, 1842 => Bulgarica rugicollis carissima (Rossmässler, 1839)
- Clausilia oligocaenica K. Miller, 1907 † => Triptychia oligocaenica (K. Miller, 1907) †
- Clausilia ominosa Rossmässler, 1835 => Leucostigma candidescens (Rossmässler, 1835)
- Clausilia opaca Charpentier, 1852 => Delima latilabris opaca (Charpentier, 1852)
- Clausilia opalina Rossmässler, 1836 => Leucostigma candidescens opalinum (Rossmässler, 1836)
- Clausilia ophthalmophana Mabille, 1887 => Selenophaedusa ophthalmophana (Mabille, 1887)
- Clausilia oritis Laidlaw, 1931 => Oospira penangensis oritis (Laidlaw, 1931)
- Clausilia ornata Rossmässler, 1836 => Charpentieria ornata (Rossmässler, 1836)
- Clausilia orphanuli Heude, 1882 => Euphaedusa aculus orphanuli (Heude, 1882)
- Clausilia orsiniana A. Schmidt, 1868 => Medora punctulata punctulata (Küster, 1850)
- Clausilia orthatracta Pilsbry, 1902 => Megalophaedusa (Tyrannophaedusa) iotaptyx (Pilsbry, 1900)
- Clausilia orthostoma Menke, 1828 => Cochlodina orthostoma orthostoma (Menke, 1828)
- Clausilia oscitans Charpentier, 1852 => Muticaria macrostoma oscitans (Charpentier, 1852)
- Clausilia oxycyma Pilsbry, 1902 => Megalophaedusa (Tyrannophaedusa) oxycyma (Pilsbry, 1902)
- Clausilia oxystoma Rossmässler, 1839 => Idyla bicristata (Rossmässler, 1839)
- Clausilia pachygastris Rossmässler, 1835 => Delima laevissima pachygastris (Rossmässler, 1835)
- Clausilia pachyodon Heude, 1884 => Clausilia heudeana Möllendorff, 1882
- Clausilia pachystoma L. Pfeiffer, 1848 => Delima pachystoma (L. Pfeiffer, 1848)
- Clausilia pachystoma Heude, 1882 => Clausilia heudeana Möllendorff, 1882
- Clausilia pacifica Gredler, 1884 => Formosana pacifica (Gredler, 1884)
- Clausilia pagana Rossmässler, 1842 => Bulgarica rugicollis pagana (Rossmässler, 1842)
- Clausilia pagnucciana Heude, 1888 => Euphaedusa (Euphaedusa) loczyi pagnucciana (Heude, 1888)
- Clausilia pahangensis Laidlaw, 1929 => Phaedusa pahangensis (Laidlaw, 1929)
- Clausilia pallidescens A. Schmidt, 1868 => Lampedusa lopadusae lopadusae (Calcara, 1846)
- Clausilia pancici L. Pfeiffer, 1856 => Bulgarica vetusta pancici (L. Pfeiffer, 1856)
- Clausilia papillaris (O. F. Müller, 1774) => Papillifera papillaris (O. F. Müller, 1774)
- Clausilia papillina Gredler, 1890 => Clausilia lepidospira Heude, 1889
- Clausilia parreyssii L. Pfeiffer, 1848 => Agardhiella parreyssii (L. Pfeiffer, 1848)
- Clausilia parthenia Küster, 1876 => Delima blanda (Rossmässler, 1836)
- Clausilia patula Küster, 1851 => Isabellaria saxicola suturalis (Küster, 1861)
- Clausilia paviei Morlet, 1893 => Phaedusa paviei (Morlet, 1893)
- Clausilia pellucida L. Pfeiffer, 1848 => Delima pellucida (L. Pfeiffer, 1848)
- Clausilia perpallida Pilsbry, 1900 => Megalophaedusa (Vitriphaedusa) micropeas (Möllendorff, 1882)
- Clausilia petrosa L. Pfeiffer, 1849 => Albinaria petrosa (L. Pfeiffer, 1849)
- Clausilia pfeifferi L. Pfeiffer, 1848 => Fusulus interruptus (C. Pfeiffer, 1828)
- Clausilia pfeifferi Küster, 1850 => Delima pfeifferi (Küster, 1850)
- Clausilia phyllostoma Heude, 1888 => Oospira (Paraformosana) phyllostoma (Heude, 1888)
- Clausilia physoides K. Miller, 1907 † => Neniopsis physoides (K. Miller, 1907) †
- Clausilia piceata Rossmässler, 1836 => Charpentieria piceata (Rossmässler, 1836)
- Clausilia planata A. Schmidt, 1868 => Delima semirugata obesa (L. Pfeiffer, 1861)
- Clausilia planilabris Rossmässler, 1839 => Delima bilabiata (J. A. Wagner, 1829)
- Clausilia planostriata Heude, 1882 => Euphaedusa (Euphaedusa) planostriata (Heude, 1882)
- Clausilia platyauchen Martens, 1877 => Megalophaedusa (Pinguiphaedusa) pinguis platyauchen (Martens, 1877)
- Clausilia platystoma Küster, 1850 => Strigilodelima conspersa conspersa (L. Pfeiffer, 1848)
- Clausilia plicata (Draparnaud, 1801) => Laciniaria plicata (Draparnaud, 1801)
- Clausilia plicatula (Draparnaud, 1801) => Macrogastra plicatula (Draparnaud, 1801)
- Clausilia pliodiptyx H. Nordsieck, 1972 † => Pliodiptychia pliodiptyx (H. Nordsieck, 1972) †
- Clausilia plumbea Rossmässler, 1839 => Alopia plumbea (Rossmässler, 1839)
- Clausilia pluviatilis Benson, 1842 => Hemiphaedusa (Hemiphaedusa) pluviatilis (Benson, 1842)
- Clausilia polita Risso, 1826 => Granaria variabilis (Draparnaud, 1801)
- Clausilia polita A. Schmidt, 1868 => Cochlodina liburnica (A. J. Wagner, 1919)
- Clausilia polydona Mabille, 1887 => Notoptychia polydona (Mabille, 1887)
- Clausilia polyodon Reuss, 1861 † => Serrulastra (Serrustigma) polyodon (Reuss, 1861) †
- Clausilia pomatias L. Pfeiffer, 1868 => Alopia pomatias (L. Pfeiffer, 1868)
- Clausilia porphyrostoma Bavay & Dautzenberg, 1909 => Selenophaedusa porphyrostoma (Bavay & Dautzenberg, 1909)
- Clausilia porrecta Rossmässler, 1857 => Cristataria porrecta (Rossmässler, 1857)
- Clausilia potanini Möllendorff, 1902 => Phaedusa (Phaedusa) potanini potanini (Möllendorff, 1902)
- Clausilia praeclara L. Pfeiffer, 1853 => Albinaria praeclara (L. Pfeiffer, 1853)
- Clausilia presckarii L. Pfeiffer, 1866 => Delima montenegrina semilabiata (Walderdorff, 1864)
- Clausilia principalis Gredler, 1881 => Margaritiphaedusa principalis (Gredler, 1881)
- Clausilia proctostoma Mabille, 1889 => Tropidauchenia proctostoma (Mabille, 1889)
- Clausilia profuga Charpentier, 1852 => Albinaria profuga (Charpentier, 1852)
- Clausilia prolaminata Sacco, 1889 † => Cochlodina (Procochlodina) prolaminata (Sacco, 1889) †
- Clausilia provisoria Gredler, 1888 => Bathyptychia (Bathyptychia) provisoria (Gredler, 1888)
- Clausilia prunilia A. Schmidt, 1868 => Delima semirugata semirugata (Rossmässler, 1833)
- Clausilia pseudauregani Dautzenberg & H. Fischer, 1908 => Liparophaedusa pseudauregani (Dautzenberg & H. Fischer, 1908)
- Clausilia pseudobensoni Schmacker & Boettger, 1894 => Phaedusa (Metaphaedusa) pseudobensoni (Schmacker & Boettger, 1894)
- Clausilia psilodonta Heude, 1889 => Formosana psilodonta (Heude, 1889)
- Clausilia ptychochila O. Boettger, 1878 => Hemiphaedusa ptychochila (O. Boettger, 1878)
- Clausilia ptychocyma Pilsbry, 1901 => Zaptyx ptychocyma (Pilsbry, 1901)
- Clausilia puella L. Pfeiffer, 1850 => Albinaria munda puella (L. Pfeiffer, 1850)
- Clausilia punctulata Küster, 1850 => Medora punctulata punctulata (Küster, 1850)
- Clausilia pupaeformis A. Schmidt, 1868 => Delima subcylindrica (Rossmässler, 1836)
- Clausilia pusilla L. Pfeiffer, 1848 => Clausilia cruciata (S. Studer, 1820)
- Clausilia pustulata Küster, 1876 => Delima blanda conspurcata (Rossmässler, 1836)
- Clausilia pygmaea Rossmässler, 1836 => Delima bilabiata biasolettiana (Charpentier, 1852)
- Clausilia randeckiana Kranz, 1908 † => Triptychia randeckiana (Kranz, 1908) †
- Clausilia rathouisiana Heude, 1882 => Euphaedusa rathouisiana (Heude, 1882)
- Clausilia recedens O. Boettger & Schmacker, 1894 => Oospira (Formosanella) recedens (O. Boettger & Schmacker, 1894)
- Clausilia recens Gredler, 1894 => Bathyptychia (Brachyptychia) recens (Gredler, 1894)
- Clausilia reeveana L. Pfeiffer, 1850 => Isabellaria isabellina isabellina (L. Pfeiffer, 1842)
- Clausilia reflexa L. Pfeiffer, 1842 => Delima bilabiata (J. A. Wagner, 1829)
- Clausilia regularis L. Pfeiffer, 1861 => Agathylla regularis (L. Pfeiffer, 1861)
- Clausilia rejectilis L. Pfeiffer, 1848 => Agathylla abrupta (Küster, 1845)
- Clausilia retorta Heude, 1890 => Excussispira retorta (Heude, 1890)
- Clausilia rhaetica L. Pfeiffer, 1842 => Charpentieria stenzii cincta (Brumati, 1838)
- Clausilia robusta Küster, 1847 => Delima vidovichii robusta (Küster, 1847)
- Clausilia robustior Bullen, 1906 => Pseudonenia abbreviata (Martens, 1867)
- Clausilia rossmaessleri L. Pfeiffer, 1841 => Charpentieria stenzii cincta (Brumati, 1838)
- Clausilia rostellum Held, 1836 => Erjavecia bergeri (Rossmässler, 1836)
- Clausilia rothschildi Neuville & R. Anthony, 1906 => Macroptychia rothschildi (Neuville & R. Anthony, 1906)
- Clausilia rotundata A. Schmidt, 1868 => Albinaria turrita turrita (L. Pfeiffer, 1859)
- Clausilia rubicunda Küster, 1851 => Isabellaria saxicola saxicola (L. Pfeiffer, 1848)
- Clausilia rubiginea Rossmässler, 1836 => Charpentieria itala rubiginea (Rossmässler, 1836)
- Clausilia rudis L. Pfeiffer, 1865 => Albinaria praeclara rudis (L. Pfeiffer, 1865)
- Clausilia rufospira L. Pfeiffer, 1866 => Albinaria virgo (Mousson, 1854)
- Clausilia rugulosa Küster, 1853 => Delima blanda fulcrata (Rossmässler, 1836)
- Clausilia ruminiformis Mabille, 1887 => Liparophaedusa ruminiformis (Mabille, 1887)
- Clausilia rusiostoma Held, 1836 => Macrogastra plicatula plicatula Draparnaud, 1801
- Clausilia rustica Heude, 1889 => Hemiphaedusa rustica (Heude, 1889)
- Clausilia rutila Küster, 1876 => Delima latilabris michahellis (Küster, 1850)
- Clausilia sandrii Küster, 1844 => Triloba sandrii (Küster, 1844)
- Clausilia satura Rossmässler, 1836 => Delima binotata satura (Rossmässler, 1836)
- Clausilia saturalis L. Pfeiffer, 1841 => Delima latilabris (J. A. Wagner, 1829)
- Clausilia saxatilis L. Pfeiffer, 1846 => Albinaria saxatilis (L. Pfeiffer, 1846)
- Clausilia saxicola L. Pfeiffer, 1848 => Isabellaria saxicola saxicola (L. Pfeiffer, 1848)
- Clausilia scalaris L. Pfeiffer, 1850 => Muticaria macrostoma scalaris (L. Pfeiffer, 1850)
- Clausilia scarificata L. Pfeiffer, 1856 => Charpentieria scarificata (L. Pfeiffer, 1856)
- Clausilia schmidtii L. Pfeiffer, 1841 => Julica schmidtii schmidtii (L. Pfeiffer, 1841)
- Clausilia schuchii Rossmässler, 1836 => Albinaria schuchii (Rossmässler, 1836)
- Clausilia schweinfurthi E. von Martens, 1889 => Sabaeola schweinfurthi (E. von Martens, 1889)
- Clausilia schwerzenbachii L. Pfeiffer, 1848 => Galeata schwerzenbachii (L. Pfeiffer, 1848)
- Clausilia scopulosa Charpentier, 1852 => Albinaria scopulosa scopulosa (Charpentier, 1852)
- Clausilia sebenicensis Küster, 1876 => Delima blanda conspurcata (Rossmässler, 1836)
- Clausilia seguiniana Heude, 1885 => Formosana seguiniana (Heude, 1885)
- Clausilia semicostata Küster, 1853 => Delima (Semirugata) bilabiata bilabiata (J. A. Wagner, 1829)
- Clausilia semidenticulata L. Pfeiffer, 1850 => Bulgarica denticulata (Olivier, 1801)
- Clausilia semipolita Bavay & Dautzenberg, 1899 => Oospira semipolita (Bavay & Dautzenberg, 1899)
- Clausilia semirugata Rossmässler, 1836 => Delima semirugata (Rossmässler, 1836)
- Clausilia senilis Rossmässler, 1836 => Albinaria senilis (Rossmässler, 1836)
- Clausilia sennaariensis L. Pfeiffer, 1856 => Macroptychia sennaariensis (L. Pfeiffer, 1856)
- Clausilia septemplicata Heude, 1882 => Clausilia frigida Heude, 1884
- Clausilia septemplicata Philippi, 1836 => Charpentieria septemplicata (Philippi, 1836)
- Clausilia sericata L. Pfeiffer, 1850 => Isabellaria sericata (L. Pfeiffer, 1850)
- Clausilia sericina Rossmässler, 1836 => Charpentieria septemplicata (Philippi, 1836)
- Clausilia sericina Möllendorff, 1882 => Megalophaedusa (Megalophaedusa) sericina (Möllendorff, 1882)
- Clausilia serrata Deshayes, 1870 => Serriphaedusa serrata (Deshayes, 1870)
- Clausilia serrulata L. Pfeiffer, 1847 => Serrulina serrulata (L. Pfeiffer, 1847)
- Clausilia sessenheimensis H. Nordsieck, 1974 † => Macrogastra sessenheimensis (H. Nordsieck, 1974) †
- Clausilia shanghaiensis L. Pfeiffer, 1852 => Euphaedusa aculus shanghaiensis (L. Pfeiffer, 1852)
- Clausilia sheridani L. Pfeiffer, 1866 => Euphaedusa sheridani (L. Pfeiffer, 1866)
- Clausilia siderea Heude, 1886 => Oospira (Oospira) siderea (Heude, 1886)
- Clausilia sieversi L. Pfeiffer, 1871 => Serrulina sieversi (L. Pfeiffer, 1871)
- Clausilia silesiaca A. Schmidt, 1868 => Cochlodina costata silesiaca (A. Schmidt, 1868)
- Clausilia similaris H. Adams, 1866 => Zaptyx similaris (H. Adams, 1866)
- Clausilia similaris H. Adams, 1867 => Hemiphaedusa similaris (H. Adams, 1867)
- Clausilia similis Rossmässler, 1835 => Alinda biplicata (Montagu, 1803)
- Clausilia similis Charpentier, 1837 => Alinda (Alinda) biplicata (Montagu, 1803)
- Clausilia simillima E. A. Smith, 1896 => Phaedusa moluccensis simillima (E. A. Smith, 1896)
- Clausilia sinuata (Michaud, 1838) † => Oospiroides sinuatus (Michaud, 1838) †
- Clausilia socialis L. Pfeiffer, 1848 => Bulgarica varnensis (L. Pfeiffer, 1848)
- Clausilia solida Draparnaud, 1805 => Papillifera solida solida (Draparnaud, 1805)
- Clausilia solidula L. Pfeiffer, 1856 => Albinaria byzantina (Charpentier, 1852)
- Clausilia solidula A. Schmidt, 1868 => Delima amoena substricta (Charpentier, 1852)
- Clausilia soraria A. Schmidt, 1868 => Delima albocincta sororia (A. Schmidt, 1868)
- Clausilia sordida Rossmässler, 1835 => Alinda biplicata sordida (Rossmässler, 1835)
- Clausilia spinula Heude, 1882 => Euphaedusa (Dentiphaedusa) spinula (Heude, 1882)
- Clausilia spratti L. Pfeiffer, 1846 => Albinaria spratti (L. Pfeiffer, 1846)
- Clausilia spreta Küster, 1861 => Bulgarica denticulata (Olivier, 1801)
- Clausilia stabilis L. Pfeiffer, 1847 => Alinda stabilis (L. Pfeiffer, 1847)
- Clausilia stearnsi Pilsbry, 1895 => Tauphaedusa stearnsii (Pilsbry, 1895)
- Clausilia steinheimensis Quenstedt, 1884 † => Triptychia steinheimensis (Quenstedt, 1884) †
- Clausilia stenzii Rossmässler, 1836 => Charpentieria stenzii (Rossmässler, 1836)
- Clausilia stigmatica Rossmässler, 1836 => Charpentieria stigmatica (Rossmässler, 1836)
- Clausilia straminea Heude, 1882 => Clausilia flavescens Heude, 1884
- Clausilia straminea A. Schmidt, 1868 => Albinaria candida candida (L. Pfeiffer, 1850)
- Clausilia straminicollis Charpentier, 1852 => Alopia straminicollis straminicollis (Charpentier, 1852)
- Clausilia striata L. Pfeiffer, 1850 => Albinaria candida homalorhaphe (L. Pfeiffer, 1850)
- Clausilia striatula F. E. Edwards, 1852 † => Laminifera striatula (F. E. Edwards, 1852) †
- Clausilia strictaluna O. Boettger, 1877 => Paganizaptyx stimpsoni subgibbera (O. Boettger, 1877)
- Clausilia strictilabris Schmacker & Boettger, 1890 => Bathyptychia (Strictiphaedusa) strictilabris (Schmacker & Boettger, 1890)
- Clausilia strigata L. Pfeiffer, 1850 => Albinaria virginea strigata (L. Pfeiffer, 1850)
- Clausilia strigata L. Pfeiffer, 1848 => Delima (Delima) blanda blanda (Rossmässler, 1836)
- Clausilia strigillata Rossmässler, 1835 => Agathylla strigillata (Rossmässler, 1835)
- Clausilia strigillata Rossmässler, 1836 => Dilataria succineata capillacea (Rossmässler, 1836)
- Clausilia striolaris L. Pfeiffer, 1848 => Agathylla strigillata (Rossmässler, 1835)
- Clausilia sturmii L. Pfeiffer, 1848 => Charpentieria stigmatica sturmii (L. Pfeiffer, 1848)
- Clausilia styriaca L. Pfeiffer, 1868 => Cochlodina fimbriata (Rossmässler, 1835)
- Clausilia subaurantiaca Pilsbry, 1900 => Paganizaptyx stimpsoni subgibbera (O. Boettger, 1877)
- Clausilia subcristata Küster, 1847 => Montenegrina subcristata (Küster, 1847)
- Clausilia subcylindrica Rossmässler, 1836 => Delima subcylindrica (Rossmässler, 1836)
- Clausilia subgracilis A. Schmidt, 1852 => Fusulus approximans (A. Schmidt, 1856)
- Clausilia subpolita E. A. Smith, 1896 => Paraphaedusa subpolita (E. A. Smith, 1896)
- Clausilia substricta Charpentier, 1852 => Delima amoena substricta (Charpentier, 1852)
- Clausilia subuliformis Küster, 1853 => Clausilia bidentata moniziana (R. T. Lowe, 1852)
- Clausilia succinea Heude, 1886 => Synprosphyma (Synprosphyma) succinea (Heude, 1886)
- Clausilia succineata Rossmässler, 1836 => Dilataria succineata (Rossmässler, 1836)
- Clausilia suevica Sandberger, 1875 † => Triptychia suevica (Sandberger, 1875) †
- Clausilia suilla Bavay & Dautzenberg, 1909 => Hemiphaedusa suilla (Bavay & Dautzenberg, 1909)
- Clausilia sulcosa Rossmässler, 1835 => Agathylla lamellosa (J. A. Wagner, 1829)
- Clausilia sulcosula Rossmässler, 1835 => Agathylla strigillata (Rossmässler, 1835)
- Clausilia sulculosa Rossmässler, 1835 => Agathylla strigillata (Rossmässler, 1835)
- Clausilia sumarana Connolly, 1941 => Sabaeola sumarana (Connolly, 1941)
- Clausilia sumatrana E. Martens, 1864 => Oospira sumatrana (E. Martens, 1864)
- Clausilia superaddita Heude, 1882 => Euphaedusa superaddita (Heude, 1882)
- Clausilia superstructa Küster, 1850 => Delima laevissima pachygastris (Rossmässler, 1835)
- Clausilia surugensis Pilsbry, 1902 => Megalophaedusa (Tyrannophaedusa) surugensis (Pilsbry, 1902)
- Clausilia suturalis Sandberger, 1872 † => Triptychia steinheimensis (Quenstedt, 1884) †
- Clausilia suturalis L. Pfeiffer, 1842 => Delima latilabris (J. A. Wagner, 1829)
- Clausilia suturalis Küster, 1861 => Isabellaria saxicola suturalis (Küster, 1861)
- Clausilia swinhoei L. Pfeiffer, 1866 => Oospira swinhoei (L. Pfeiffer, 1866)
- Clausilia sykesi Bavay & Dautzenberg, 1899 => Leptacme sykesi (Bavay & Dautzenberg, 1899)
- Clausilia tabida Küster, 1860 => Delima binotata gastrolepta (Rossmässler, 1836)
- Clausilia taeniata Rossmässler, 1836 => Cochlodina orthostoma (Menke, 1828)
- Clausilia t-album Küster, 1861 => Delima blanda conspurcata (Rossmässler, 1836)
- Clausilia tau O. Boettger, 1877 => Tauphaedusa tau (O. Boettger, 1877)
- Clausilia taurica A. Schmidt, 1868 => Mentissa gracilicosta gracilicosta (Rossmässler, 1836)
- Clausilia tenella Küster, 1861 => Delima bilabiata tenella (Küster, 1861)
- Clausilia tenuicostata L. Pfeiffer, 1865 => Albinaria tenuicostata (L. Pfeiffer, 1865)
- Clausilia tenuisculpta Reuss, 1861 † => Constricta tenuisculpta (Reuss, 1861) †
- Clausilia terebra L. Pfeiffer, 1853 => Albinaria terebra (L. Pfeiffer, 1853)
- Clausilia teres (Olivier, 1801) => Albinaria teres (Olivier, 1801)
- Clausilia terverii Michaud, 1855 † => Triptychia terverii (Michaud, 1855) †
- Clausilia tettelbachiana Rossmässler, 1838 => Clausilia dubia tettelbachiana Rossmässler, 1838
- Clausilia thatkheana Bavay & Dautzenberg, 1899 => Selenophaedusa thatkheana (Bavay & Dautzenberg, 1899)
- Clausilia theristica Mabille, 1887 => Phaedusa theristica (Mabille, 1887)
- Clausilia thermopylarum L. Pfeiffer, 1850 => Isabellaria thermopylarum thermopylarum (L. Pfeiffer, 1850)
- Clausilia thessalonica Rossmässler, 1839 => Strigillaria thessalonica (Rossmässler, 1839)
- Clausilia thibetiana Deshayes, 1870 => Synprosphyma (Synprosphyma) thibetiana (Deshayes, 1870)
- Clausilia thomasiana Küster, 1850 => Charpentieria dyodon thomasiana (Küster, 1850)
- Clausilia tiberii A. Schmidt, 1868 => Charpentieria tiberii tiberii (A. Schmidt, 1868)
- Clausilia tichobates L. Pfeiffer, 1868 => Delima blanda tichobates (L. Pfeiffer, 1868)
- Clausilia timalthea Sykes, 1898 => Formosana timalthea (Sykes, 1898)
- Clausilia torquata Held, 1837 => Cochlodina orthostoma (Menke, 1828)
- Clausilia tosana Pilsbry, 1901 => Pliciphaedusa tosana (Pilsbry, 1901)
- Clausilia trachelostropha Möllendorff, 1885 => Streptodera trachelostropha (Möllendorff, 1885)
- Clausilia triloba O. Boettger, 1878 => Cochlodina (Stabilea) triloba (O. Boettger, 1878)
- Clausilia tristrami L. Pfeiffer, 1860 => Charpentieria (Mauritanica) tristrami (L. Pfeiffer, 1860)
- Clausilia troglodytes A. Schmidt, 1868 => Albinaria troglodytes troglodytes (A. Schmidt, 1868)
- Clausilia tumida Küster, 1853 => Delima bilabiata alschingeri (Charpentier, 1852)
- Clausilia tumida Rossmässler, 1836 => Macrogastra tumida (Rossmässler, 1836)
- Clausilia turgida Rossmässler, 1836 => Vestia turgida turgida (Rossmässler, 1836)
- Clausilia turrita L. Pfeiffer, 1850 => Albinaria turrita (L. Pfeiffer, 1850)
- Clausilia turritus Anton, 1838 => Strobilus turritus (Anton, 1838)
- Clausilia undulata L. Pfeiffer, 1848 => Graciliaria inserta (Porro, 1841)
- Clausilia undulata Küster, 1852 => Boettgeria lowei (Albers, 1852)
- Clausilia ungulata Rossmässler, 1835 => Cochlodina costata ungulata (Rossmässler, 1835)
- Clausilia unidentata Küster, 1861 => Idyla castalia unidentata (Küster, 1861)
- Clausilia usitata E. A. Smith, 1896 => Paraphaedusa usitata (E. A. Smith, 1896)
- Clausilia valida L. Pfeiffer, 1849 => Stereophaedusa (Stereophaedusa) valida (L. Pfeiffer, 1849)
- Clausilia vanbuensis Bavay & Dautzenberg, 1899 => Oospira vanbuensis (Bavay & Dautzenberg, 1899)
- Clausilia varnensis L. Pfeiffer, 1848 => Bulgarica varnensis (L. Pfeiffer, 1848)
- Clausilia vatheleti Bavay & Dautzenberg, 1899 => Phaedusa (Phaedusa) theristica vatheleti (Bavay & Dautzenberg, 1899)
- Clausilia ventricosa (Draparnaud, 1801) => Macrogastra ventricosa (Draparnaud, 1801)
- Clausilia venusta A. Schmidt, 1868 => Isabellaria thermopylarum thermopylarum (L. Pfeiffer, 1850)
- Clausilia vermiculata O. Boettger, 1883 => Albinaria teres vermiculata (O. Boettger, 1883)
- Clausilia vesicalis Rossmässler, 1857 => Cristataria vesicalis (Rossmässler, 1857)
- Clausilia vetusta Rossmässler, 1836 => Strigillaria (Strigillaria) vetusta vetusta (Rossmässler, 1836)
- Clausilia vetusta Rossmässler, 1836 => Bulgarica vetusta (Rossmässler, 1836)
- Clausilia vibex Rossmässler, 1839 => Delima semirugata vibex (Rossmässler, 1839)
- Clausilia vidovichii L. Pfeiffer, 1846 => Delima vidovichii (L. Pfeiffer, 1846)
- Clausilia villae A. Schmidt, 1856 => Clausilia brembina brembina Strobel, 1850
- Clausilia vincotiana Heude, 1885 => Sinigena vincotiana (Heude, 1885)
- Clausilia virginea L. Pfeiffer, 1846 => Albinaria virginea (L. Pfeiffer, 1846)
- Clausilia virgo Mousson, 1854 => Albinaria virgo (Mousson, 1854)
- Clausilia viridana Rossmässler, 1836 => Alinda viridana (Rossmässler, 1836)
- Clausilia vitrea A. Schmidt, 1868 => Delima blanda conspurcata (Rossmässler, 1836)
- Clausilia voithii Rossmässler, 1836 => Albinaria voithii (Rossmässler, 1836)
- Clausilia vulgata Reuss in Reuss & Meyer, 1849 † => Triptychia vulgata (Reuss in Reuss & Meyer, 1849) †
- Clausilia vulpina Heude, 1886 => Synprosphyma (Synprosphyma) vulpina (Heude, 1886)
- Clausilia wetzleri K. Miller, 1907 † => Clausilia manca Wenz, 1919 †
- Clausilia ziegleri Küster, 1845 => Herilla ziegleri ziegleri (Küster, 1845)